# Relevo (escultura)

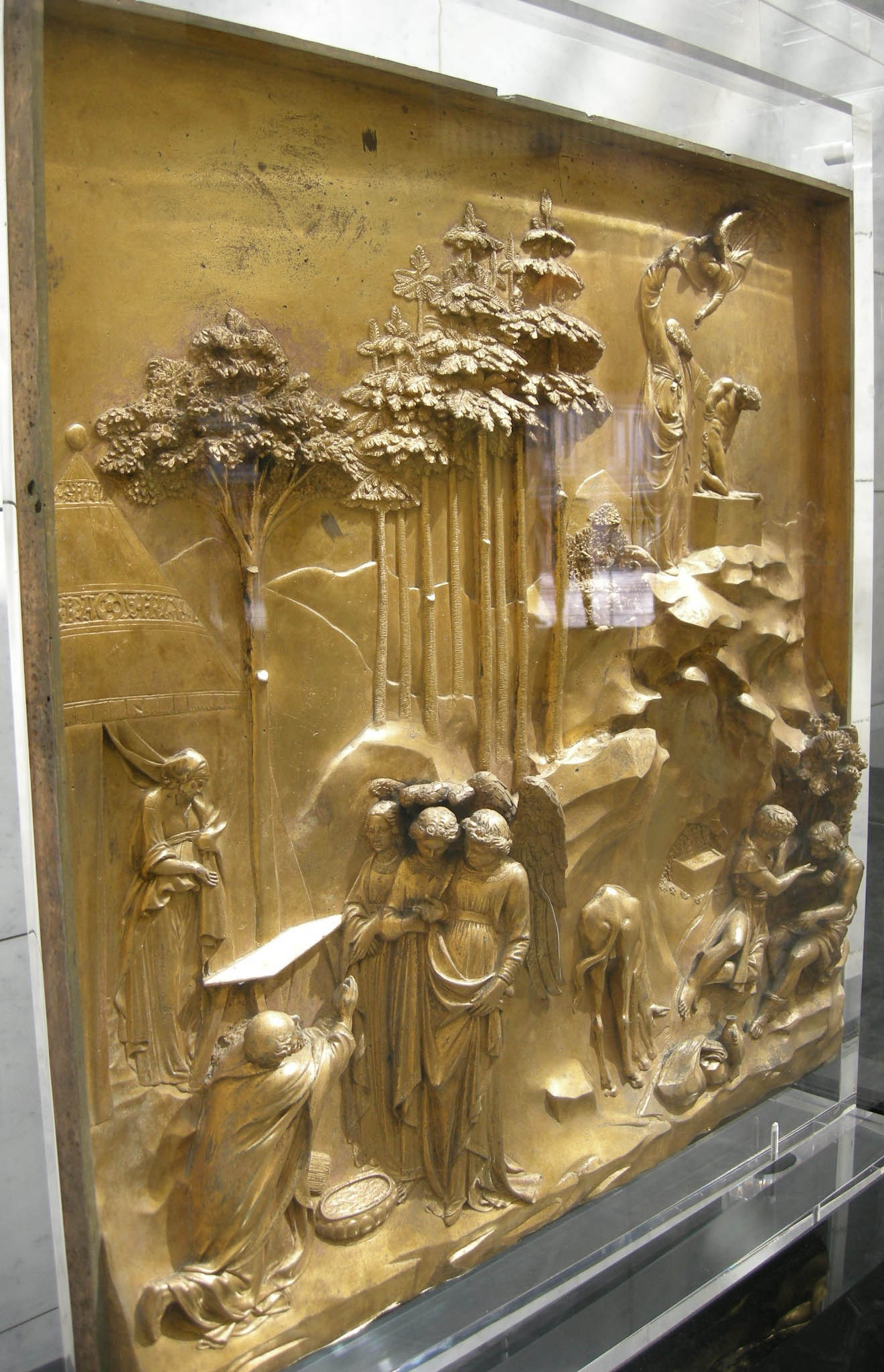
Vista lateral das Portas do Paraíso de bronze dourado fundido de Lorenzo Ghiberti no Batistério de Florença em Florença, Itália, combinando figuras principais em alto relevo com fundos principalmente em baixo relevo.

O relevo é um método escultórico em que as peças esculpidas permanecem presas a um fundo sólido do mesmo material. O termo relief  vem do verbo latino relevare, levantar (lit. levantar). Criar uma escultura em relevo é dar a impressão de que o material esculpido foi elevado acima do plano de fundo. Quando um relevo é esculpido em uma superfície plana de pedra (escultura em relevo) ou madeira (escultura em relevo), o campo é realmente rebaixado, deixando as áreas não esculpidas parecendo mais altas. A abordagem exige muito chilrear do fundo, o que leva muito tempo. Por outro lado, um relevo salva formando a parte traseira de um objeto, e é menos frágil e mais firmemente fixado do que uma escultura na rodada, especialmente uma de uma figura em pé onde os tornozelos são um ponto fraco potencial, particularmente em pedra. Em outros materiais, como metal, argila, estuque de gesso, cerâmica ou papel machê, a forma pode ser simplesmente adicionada ou levantada a partir do fundo. Relevos monumentais de bronze são feitos por fundição.
Existem diferentes graus de relevo dependendo do grau de projeção da forma esculpida do campo, para o qual os termos italianos e franceses ainda são usados às vezes em inglês. A gama completa inclui alto relevo (italiano alto-rilievo, francês haut-relief), onde mais de 50% da profundidade é mostrada e pode haver áreas de subcorte, médio-relevo (italiano mezzo-rilievo), baixo relevo (italiano basso-rilievo, francês: baixo-relevo) e raso-relevo (italiano rilievo schiacciato), onde o plano é apenas ligeiramente mais baixo do que os elementos esculpidos. Há também o relevo afundado, que era restrito principalmente ao Egito Antigo (veja abaixo). No entanto, a distinção entre alto relevo e baixo relevo é a mais clara e importante, e esses dois são geralmente os únicos termos usados para discutir a maioria dos trabalhos.
A definição desses termos é um tanto variável, e muitos trabalhos combinam áreas em mais de um deles, raramente deslizando entre eles em uma única figura. Assim, alguns escritores preferem evitar todas as distinções. O oposto da escultura em relevo é o contra-relevo, intaglio ou cavo-rilievo, onde a forma é cortada no campo ou fundo em vez de se destacar dele; isso é muito raro na escultura monumental. Os hífens podem ou não ser usados em todos esses termos, embora raramente sejam vistos em "relevo afundado" e sejam usuais em "baixo-relevo" e "contra-relevo". As obras nessa técnica são descritas como "em relevo" e, especialmente na escultura monumental, a obra em si é "um relevo".

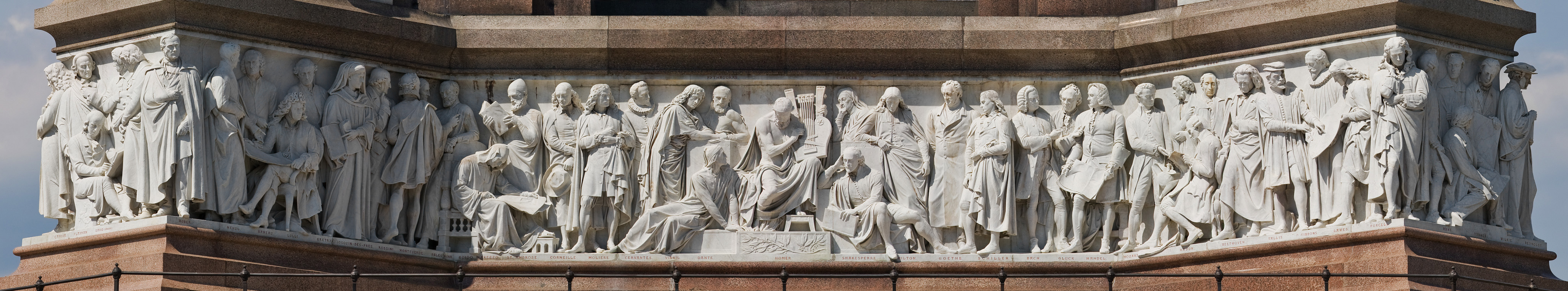
Um rosto do Friso em alto relevo de Parnaso ao redor da base do Albert Memorial em Londres. A maioria das cabeças e muitos pés estão completamente subcortados, mas os torsos estão "engatados" com a superfície atrás

Relevos são comuns em todo o mundo nas paredes de edifícios e uma variedade de cenários menores, e uma sequência de vários painéis ou seções de relevo pode representar uma narrativa estendida. O relevo é mais adequado para retratar assuntos complicados com muitas figuras e poses muito ativas, como batalhas, do que "escultura na rodada" independente. A maioria dos relevos arquitetônicos antigos foram originalmente pintados, o que ajudou a definir formas em baixo relevo. O tema dos relevos é para referência conveniente assumido neste artigo como sendo geralmente figuras, mas a escultura em relevo muitas vezes retrata padrões geométricos ou de folhagem decorativos, como nos arabescos da arte islâmica, e pode ser de qualquer assunto.

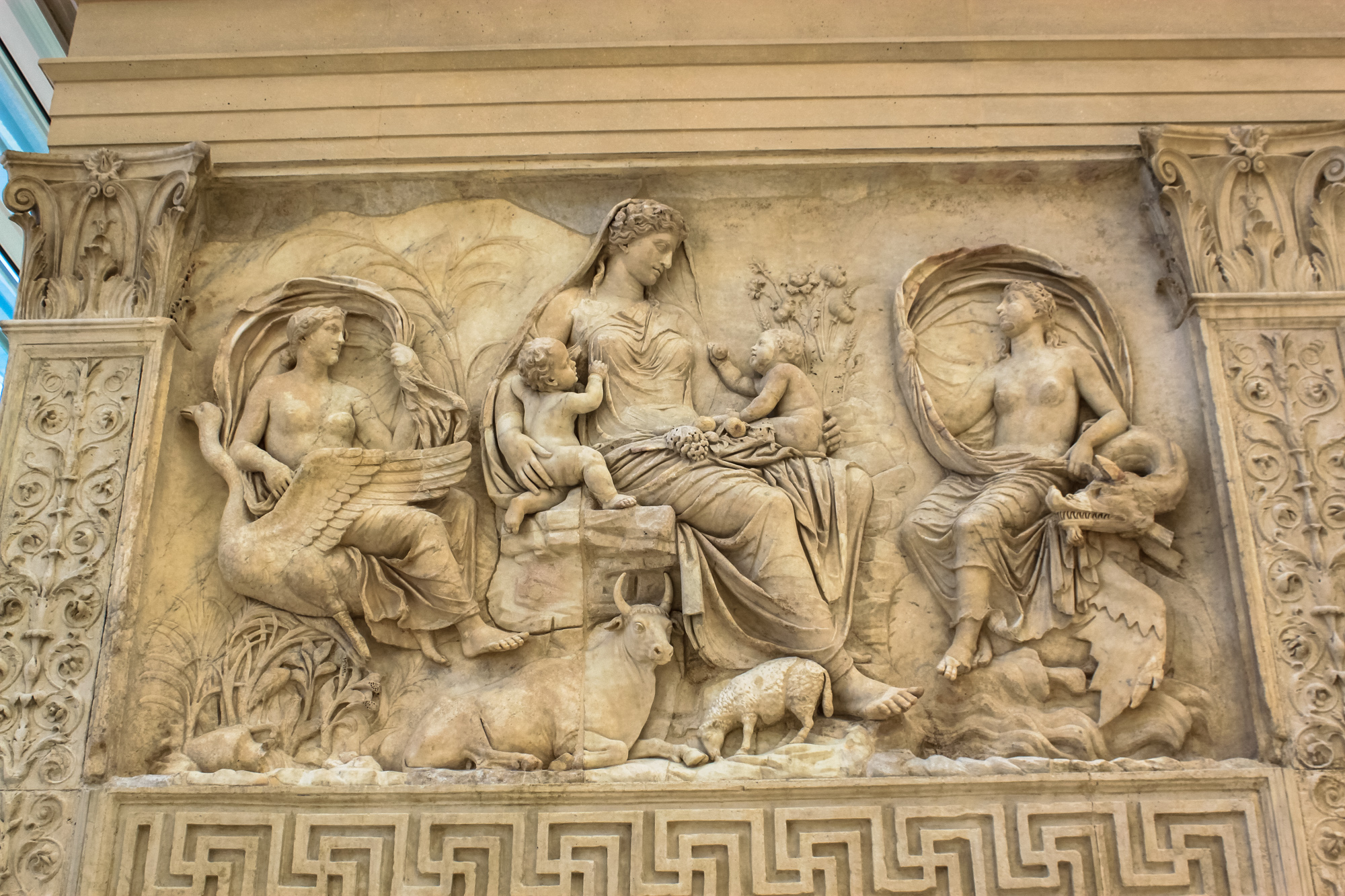
Uma mistura comum de alto e baixo relevo, no Romano Ara Pacis, colocado para ser visto de baixo. Fundo de baixo relevo

Relevos rochosos são aqueles esculpidos em rocha sólida ao ar livre (se dentro de cavernas, sejam naturais ou feitas pelo homem, eles são mais propensos a serem chamados de "rocha-cortada"). Este tipo é encontrado em muitas culturas, em particular as do Antigo Oriente Próximo e países budistas. Uma estela é uma única pedra em pé; muitos deles carregam relevos.

## Tipos
A distinção entre alto e baixo relevo é um tanto subjetiva, e os dois são muitas vezes combinados em uma única obra. Em particular, a maioria dos "altos relevos" posteriores contêm seções em baixo relevo, geralmente no fundo. Do Friso do Partenon em diante, muitas figuras individuais em grandes esculturas monumentais têm cabeças em alto relevo, mas suas pernas inferiores estão em baixo relevo. As figuras ligeiramente projetadas criadas dessa forma funcionam bem em relevos que são vistos de baixo, e refletem que as cabeças das figuras geralmente são mais interessantes tanto para o artista quanto para o espectador do que as pernas ou os pés. Como mostram exemplos inacabados de vários períodos, os relevos elevados, altos ou baixos, eram normalmente "bloqueados" marcando o contorno da figura e reduzindo as áreas de fundo ao novo nível de fundo, trabalho sem dúvida realizado por aprendizes (ver galeria).
Baixo relevo
Um baixo relevo é uma imagem de projeção com uma profundidade total rasa, por exemplo, usada em moedas, na qual todas as imagens estão em baixo relevo. Nos relevos mais baixos a profundidade relativa dos elementos mostrados é completamente distorcida, e se vista de lado a imagem não faz sentido, mas de frente as pequenas variações de profundidade registram-se como uma imagem tridimensional. Outras versões distorcem muito menos a profundidade. O termo vem do italiano basso rilievo através do baixo-relevo francês (pronúncia francesa: [baʁəljɛf]), ambos significando "baixo relevo".

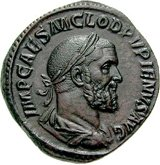
Baixo-relevo no sestércio romano, 238 d.C.

É uma técnica que requer menos trabalho e, portanto, é mais barata de produzir, pois menos do fundo precisa ser removido em uma escultura, ou menos modelagem é necessária. Na arte do Egito Antigo, relevos palacianos assírios e outras culturas antigas do Oriente Próximo e da Ásia, um relevo muito baixo consistente era comumente usado para toda a composição. Essas imagens geralmente eram pintadas após a escultura, o que ajudava a definir as formas; Hoje a tinta se desgastou na grande maioria dos exemplos sobreviventes, mas minúsculos restos invisíveis de tinta geralmente podem ser descobertos por meios químicos.
O Portão de Ishtar da Babilônia, agora em Berlim, tem baixos relevos de grandes animais formados a partir de tijolos moldados, vidrados na cor. O gesso, que tornou a técnica muito mais fácil, foi amplamente utilizado no Egito e no Oriente Próximo desde a antiguidade até os tempos islâmicos (ultimamente para decoração arquitetônica, como na Alhambra), Roma e Europa pelo menos a partir do Renascimento, bem como provavelmente em outros lugares. No entanto, precisa de muito boas condições para sobreviver por muito tempo em edifícios sem manutenção – o reboco decorativo romano é conhecido principalmente de Pompeia e outros locais enterrados pelas cinzas do Monte Vesúvio. O baixo relevo era relativamente raro na arte medieval ocidental, mas pode ser encontrado, por exemplo, em figuras de madeira ou cenas no interior das asas dobráveis de retábulos de vários painéis.

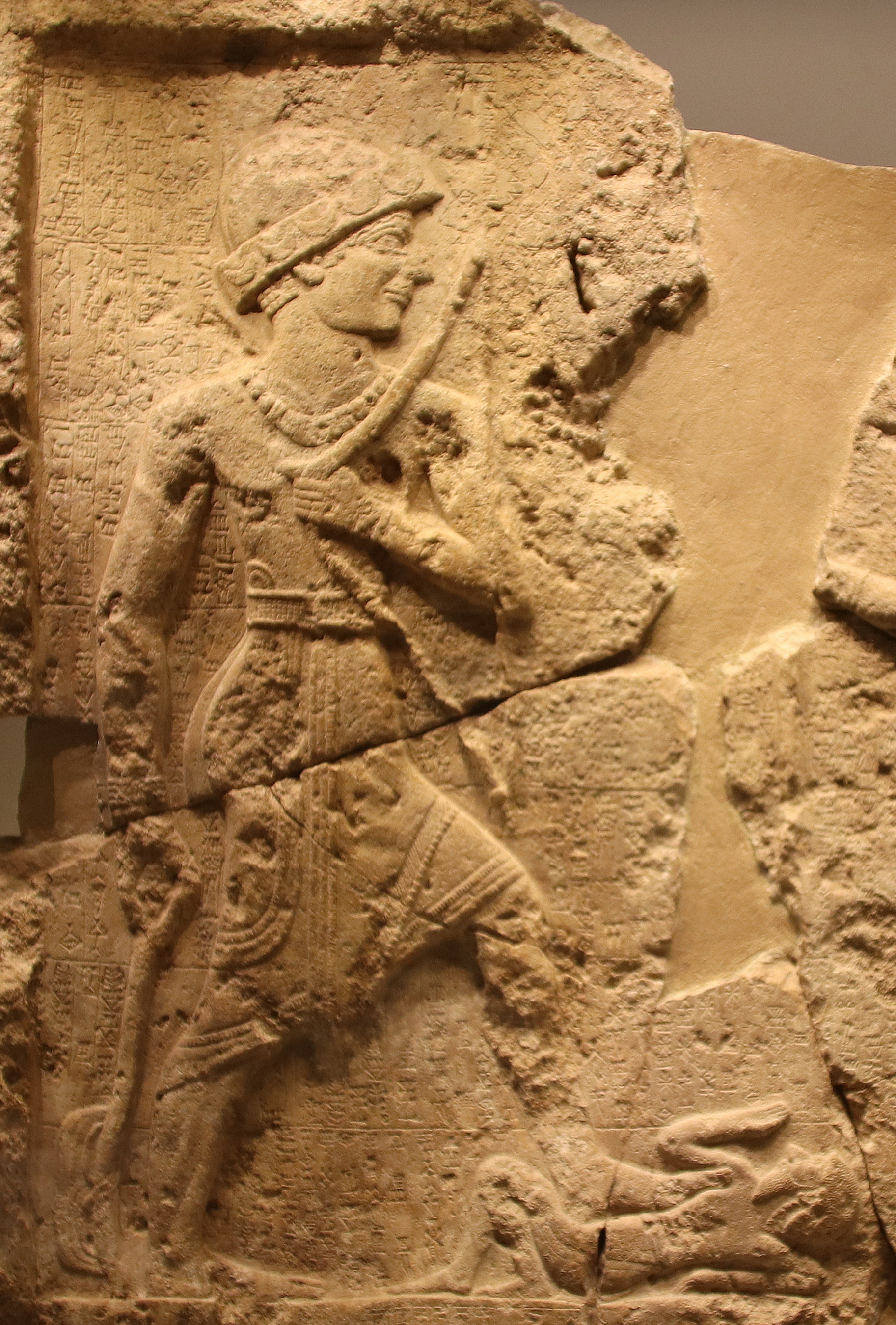
Um baixo-relevo datado de c. 2000 a.C., do reino de Simurrum, atual Iraque

O renascimento do baixo relevo, que era visto como um estilo clássico, começa no início do Renascimento; o Tempio Malatestiano em Rimini, um edifício classicista pioneiro, projetado por Leon Battista Alberti por volta de 1450, usa baixos relevos de Agostino di Duccio no interior e nas paredes externas. Desde o gesso renascentista tem sido muito utilizado para trabalhos ornamentais internos, como cornijas e tetos, mas no século 16 foi usado para grandes figuras (muitos também usando alto relevo) no Castelo de Fontainebleau, que foram imitados mais cruamente em outros lugares, por exemplo, no Salão Hardwick Elisabetano.
O relevo raso, em italiano rilievo stiacciato ou rilievo schicciato ("relevo esmagado"), é um relevo muito raso, que se funde à gravura em lugares, e pode ser difícil de ler em fotografias. É frequentemente usado para as áreas de fundo de composições com os principais elementos em baixo-relevo, mas seu uso sobre uma peça inteira (geralmente bastante pequena) foi efetivamente inventado e aperfeiçoado pelo escultor renascentista italiano Donatello.
 

Na arte ocidental posterior, até um renascimento do século 20, o baixo relevo era usado principalmente para obras menores ou combinado com o relevo mais alto para transmitir uma sensação de distância, ou para dar profundidade à composição, especialmente para cenas com muitas figuras e um fundo paisagístico ou arquitetônico, da mesma forma que cores mais claras são usadas para o mesmo propósito na pintura. Assim, as figuras em primeiro plano são esculpidas em alto-relevo, as do fundo em baixo-relevo. O baixo relevo pode utilizar qualquer meio ou técnica de escultura, sendo mais comum a escultura em pedra e a fundição em metal. Grandes composições arquitetônicas todas em baixo relevo viram um renascimento no século 20, sendo populares em edifícios em estilo Art Deco e afins, que pegaram emprestado dos antigos baixos relevos agora disponíveis em museus. Alguns escultores, incluindo Eric Gill, adotaram a profundidade "esmagada" do baixo relevo em obras que são realmente independentes.

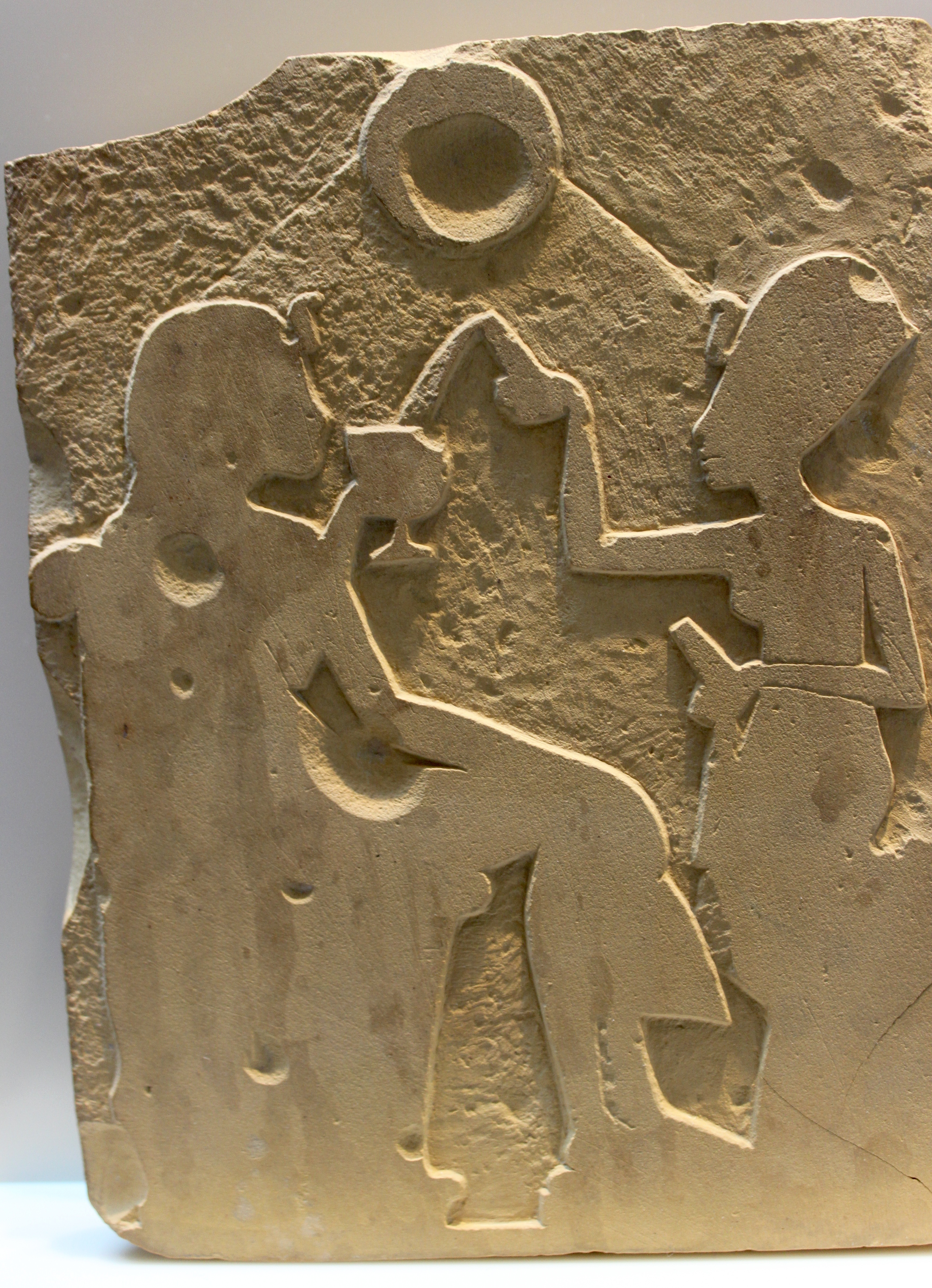
"Bloqueado" baixo relevo inacabado de Ahkenaten e Nefertiti; alto-relevos gregos e persas inacabados mostram o mesmo método de iniciar uma obra.rk.
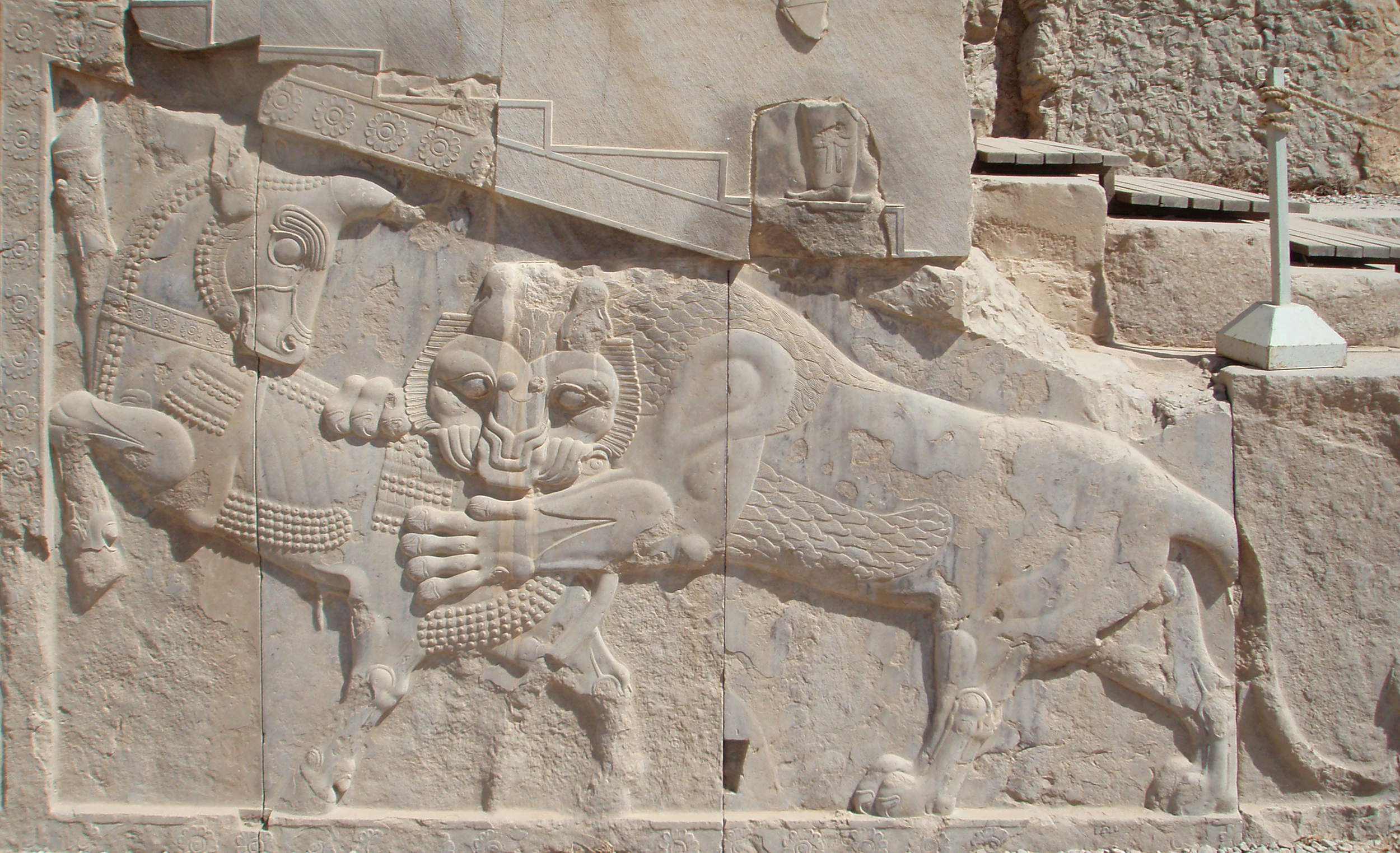
Baixo-relevo persa em Persépolis – um símbolo do Zoroastriano Nowruz – no equinócio da primavera o poder do touro (personificando a Terra) e do leão (personificando o Sol) são iguais.
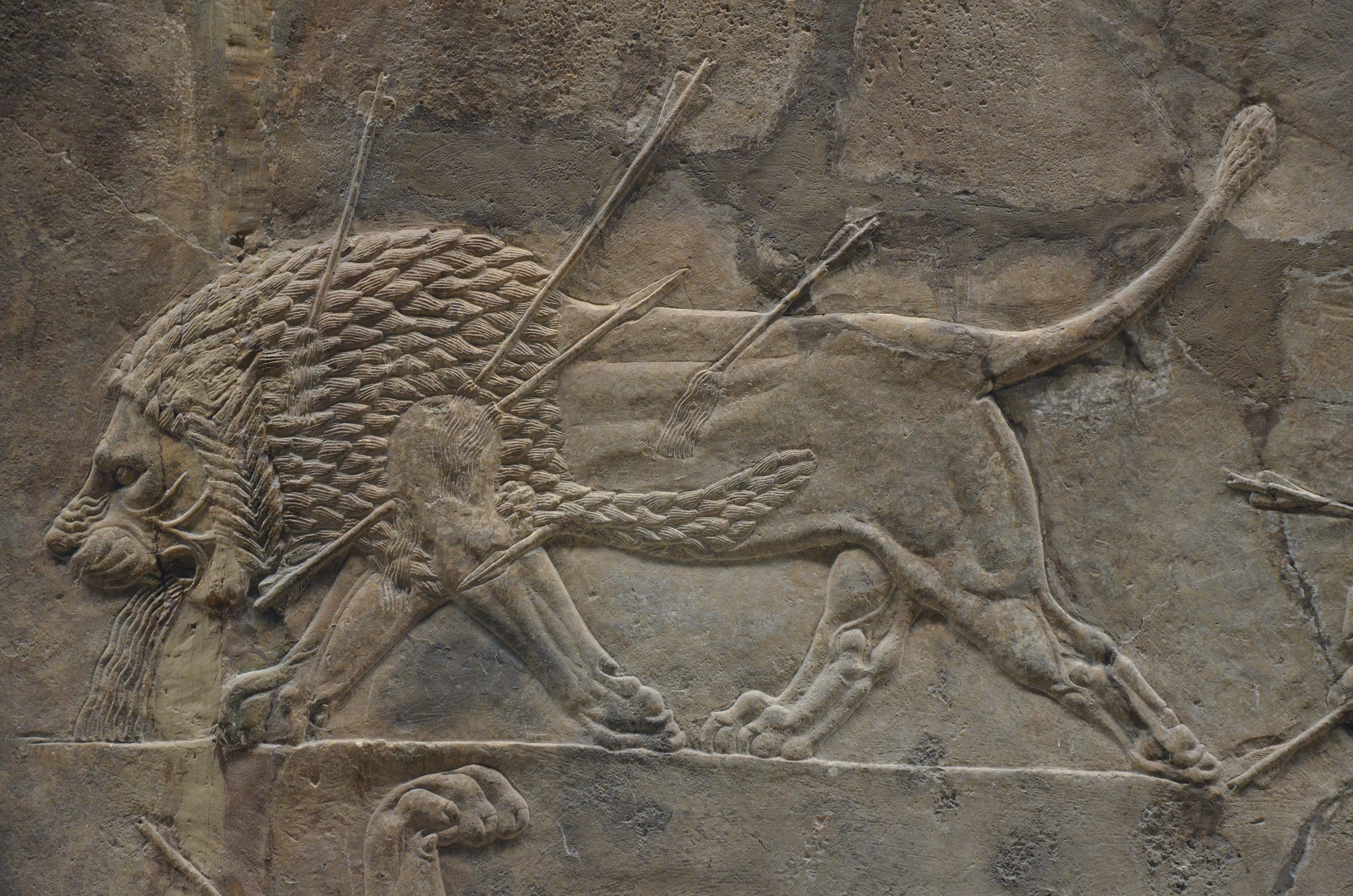
Baixo relevo assírio, Caça ao Leão de Ashurbanipal, Palácio do Norte, Nínive.
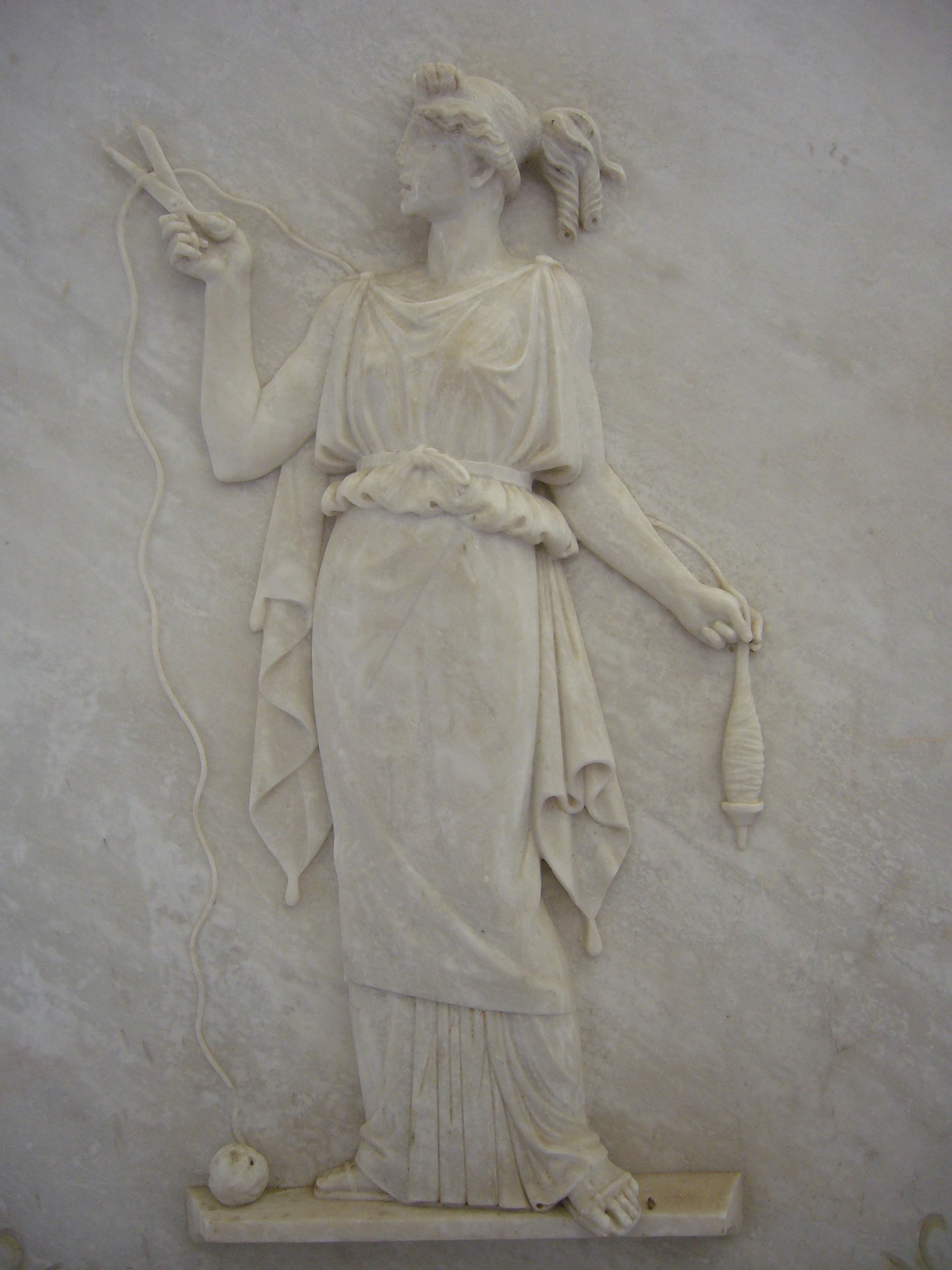
Atropos cortando o fio da vida. Baixo relevo grego moderno
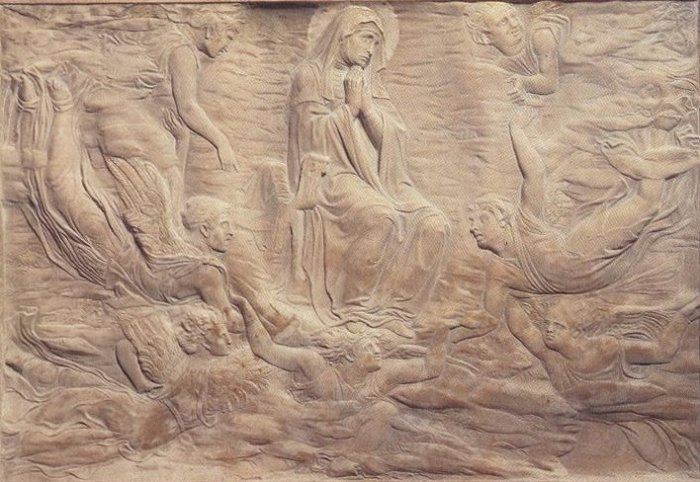
Rilievo stiacciato de Donatello ou relevo raso da "Assunção da Virgem" em um túmulo, década de 1420
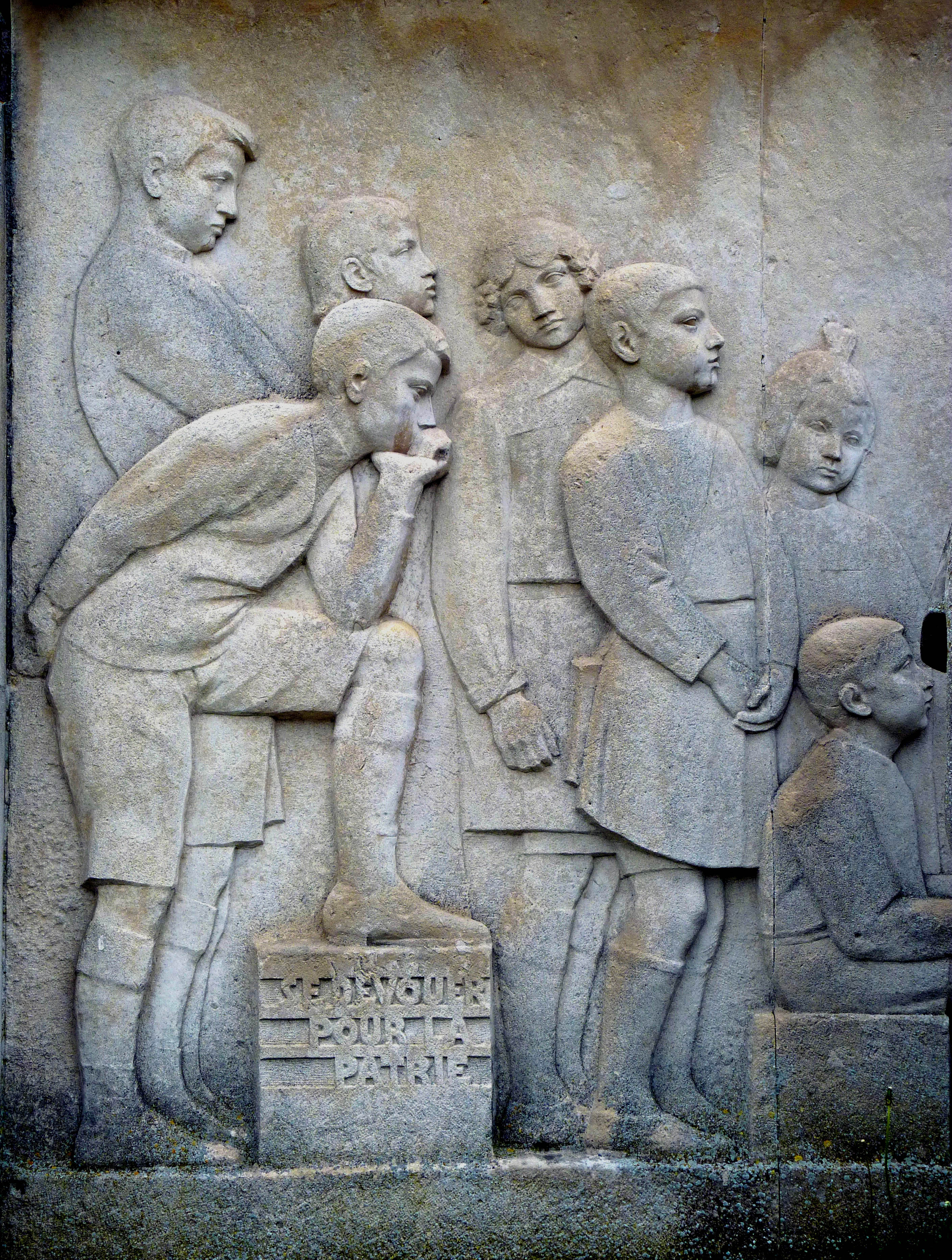
Baixo relevo francês do século 20

### Meio-relevo

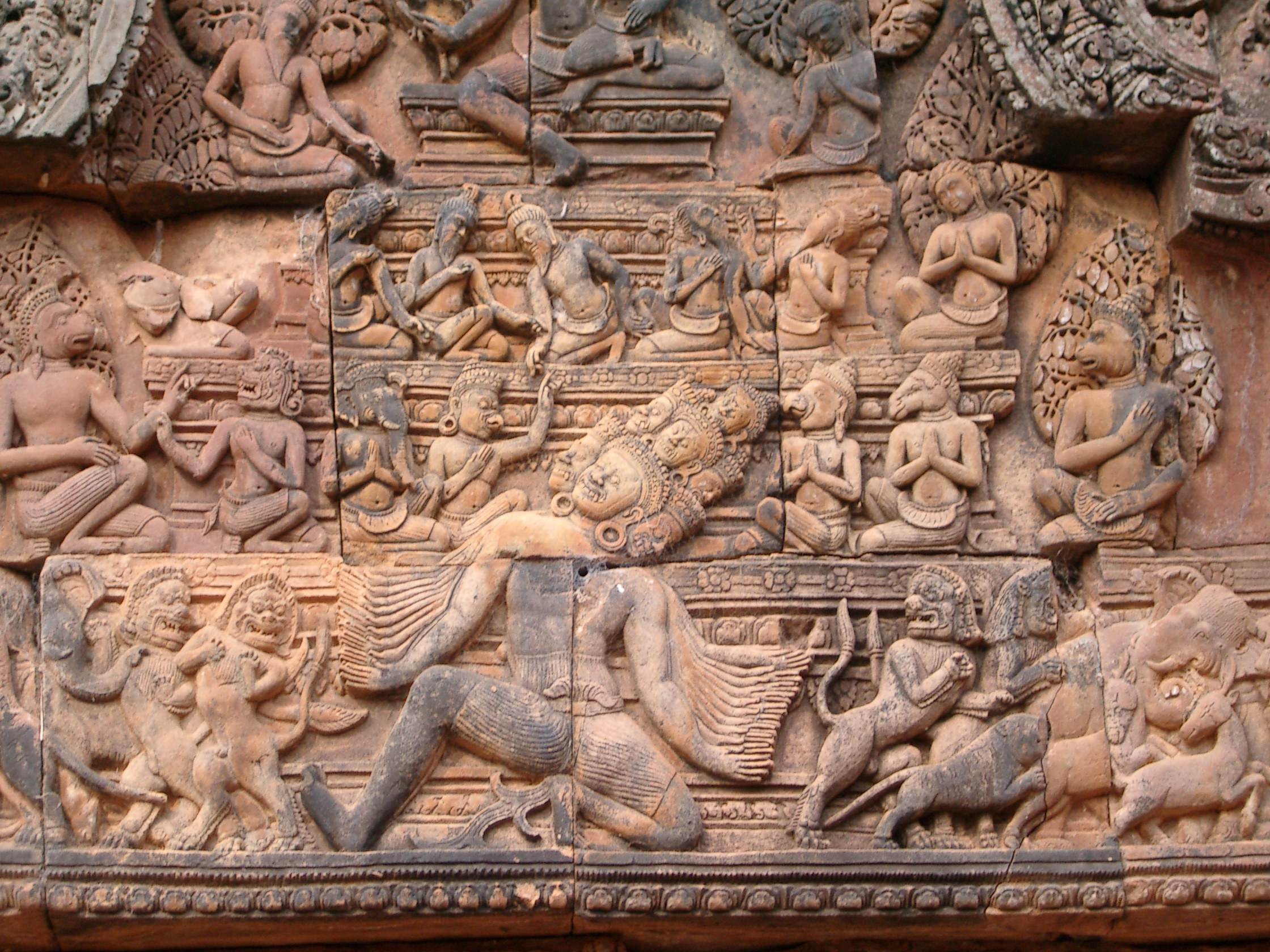
Baixo relevo, Banteay Srei, Camboja; Ravana sacudindo o Monte Kailasa, a Morada de Siva

Meio-relevo, "meio-relevo" ou mezzo-rilievo é definido de forma um tanto imprecisa, e o termo não é frequentemente usado em inglês, as obras geralmente sendo descritas como baixo relevo. A definição tradicional típica é que apenas até metade dos projetos de assunto, e nenhum elemento é subcortado ou totalmente desvinculado do campo de fundo. A profundidade dos elementos mostrados é normalmente um pouco distorcida.
O meio-relevo é provavelmente o tipo mais comum de relevo encontrado na arte hindu e budista da Índia e do sudeste asiático. Os baixos a médios relevos das Cavernas de Ajanta do século 2 a.C. ao século 6 d.C. e das Cavernas de Ellora dos séculos 5 a 10, na Índia, são relevos rochosos. A maioria desses relevos é usada para narrar escrituras sagradas, como os 1 460 painéis do templo Borobudur do século 9 em Java Central, Indonésia, narrando os contos Jataka ou vidas do Buda. Outros exemplos são baixos relevos narrando o épico hindu Ramayana no templo de Prambanan, também em Java, no Camboja, os templos de Angkor, com cenas incluindo o manthan Samudra ou "Churning the Ocean of Milk" no século 12 Angkor Wat, e relevos de apsaras. No templo Bayon, em Angkor Thom, há cenas da vida cotidiana no Império Khmer.

### Alto relevo

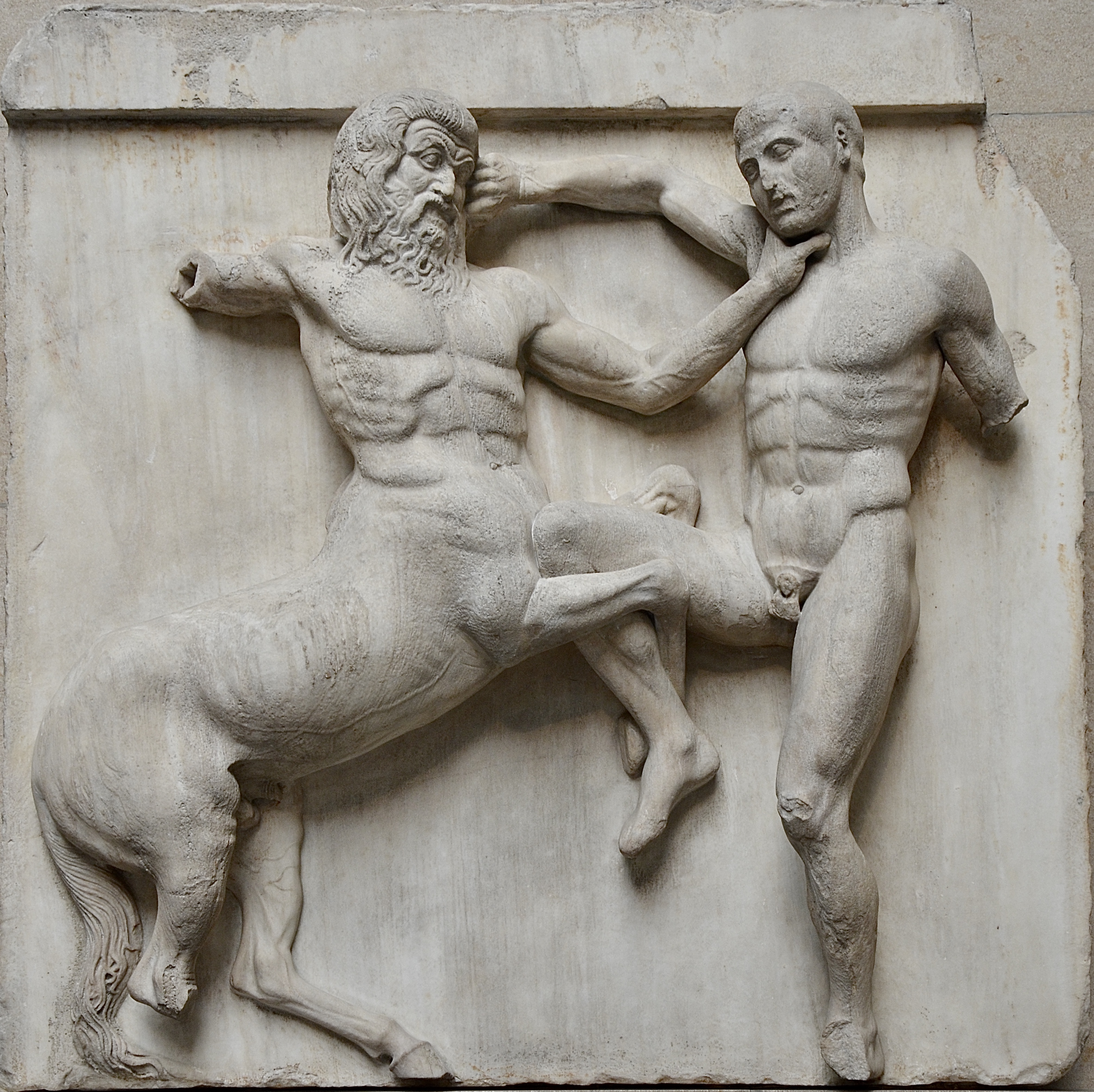
Metope em alto relevo dos mármores gregos clássicos do Partenon. Alguns membros dianteiros são realmente destacados do fundo completamente, enquanto a perna traseira esquerda do centauro está em baixo relevo.

Alto relevo (ou altorilievo, do italiano) é onde em geral mais da metade da massa da figura esculpida se projeta a partir do fundo. De fato, os elementos mais proeminentes da composição, especialmente cabeças e membros, são muitas vezes completamente subcortados, separando-os do campo. As partes do objeto que são vistas são normalmente representadas em toda a sua profundidade, ao contrário do baixo relevo, onde os elementos vistos são "esmagados" mais planos. O alto relevo, portanto, usa essencialmente o mesmo estilo e técnicas que a escultura independente, e no caso de uma única figura dá em grande parte a mesma visão que uma pessoa em pé diretamente em frente a uma estátua independente teria. Todas as culturas e períodos em que grandes esculturas foram criadas usaram esta técnica na escultura monumental e arquitetura.
A maioria dos muitos relevos de figuras grandiosas na escultura grega antiga usava uma versão muito "alta" do alto relevo, com elementos muitas vezes totalmente livres do fundo, e partes de figuras se cruzando umas sobre as outras para indicar profundidade. Os metopes do Parthenon perderam em grande parte seus elementos totalmente arredondados, exceto as cabeças, mostrando as vantagens do relevo em termos de durabilidade. O alto relevo permaneceu a forma dominante para relevos com figuras na escultura ocidental, sendo também comum na escultura de templos indianos. Esculturas gregas menores, como túmulos privados, e áreas decorativas menores, como frisos em grandes edifícios, mais frequentemente usadas em baixo relevo.

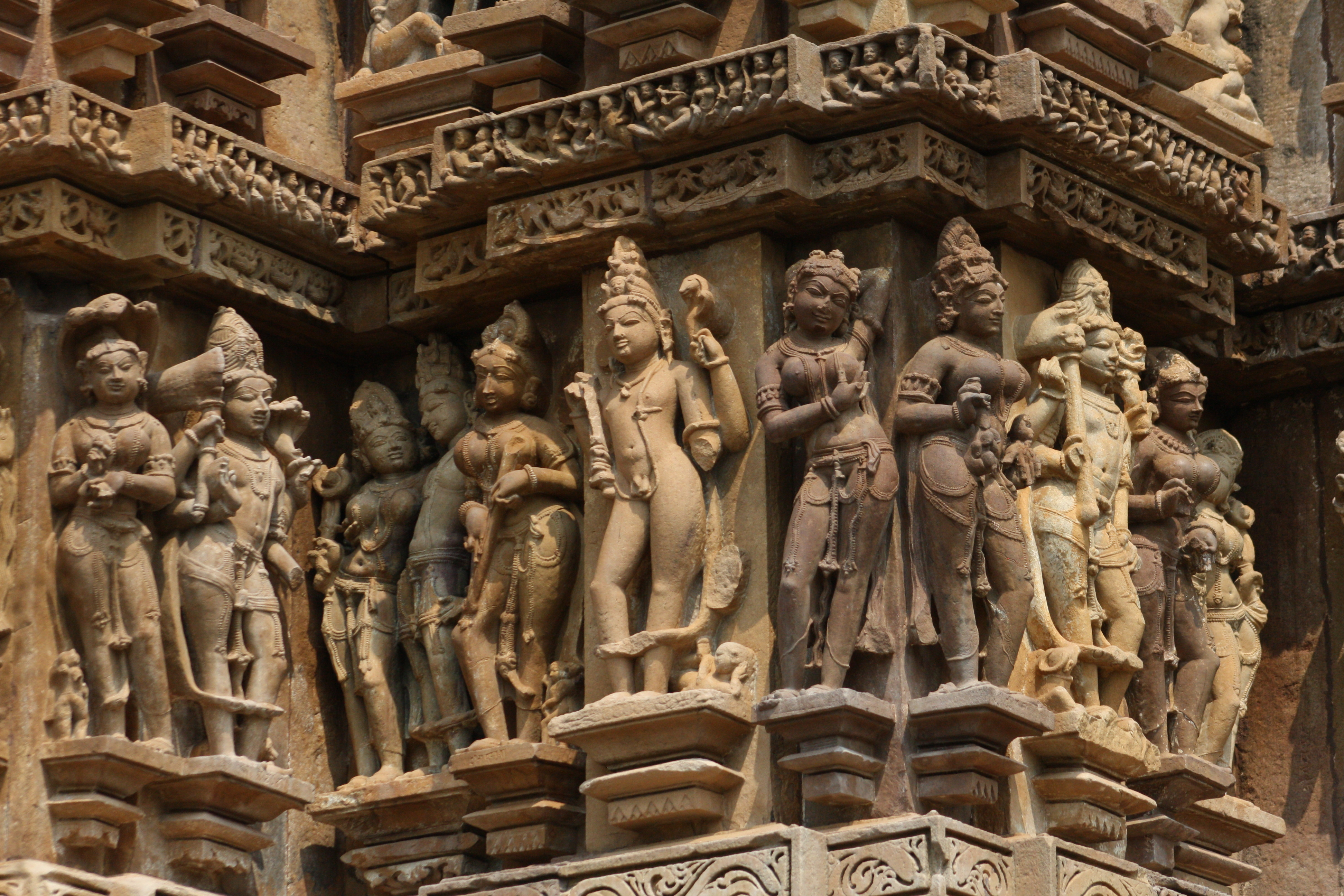
Divindades em alto relevo em Khajuraho, Índia

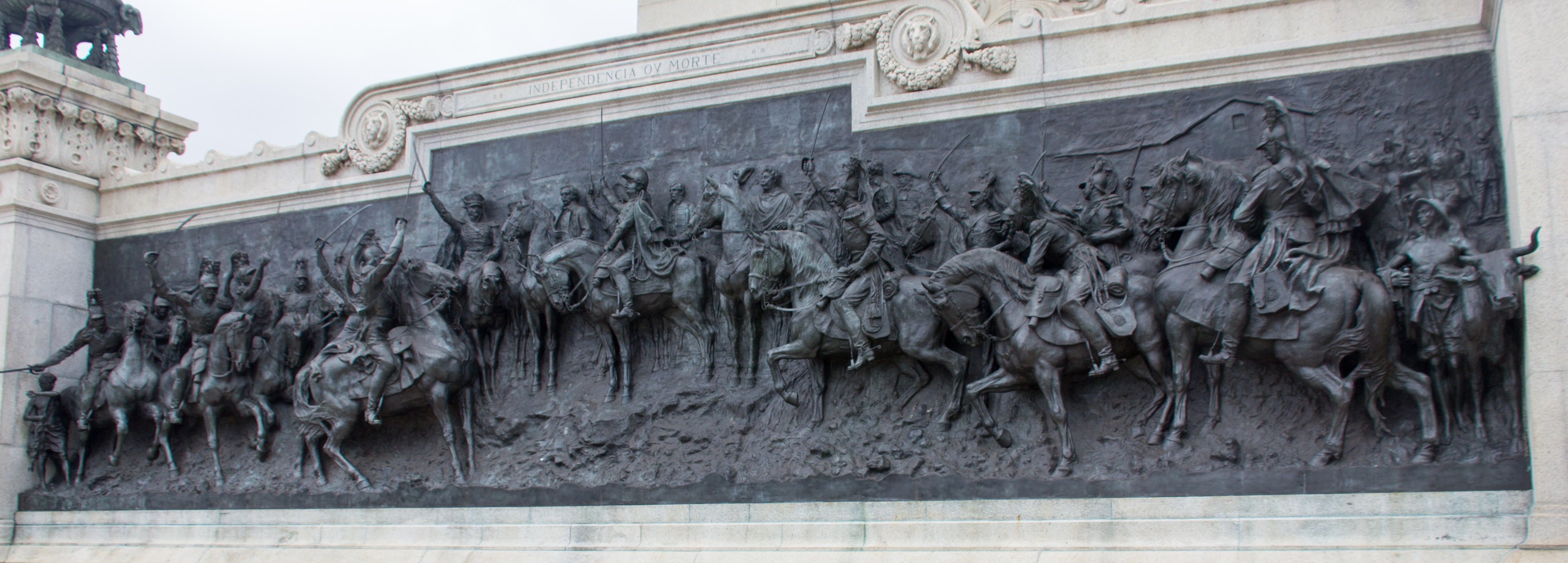
Altíssimo relevo no Monumento à Independência do Brasil, em São Paulo; Representação derivada do quadro Independência ou Morte, de Pedro Américo, de 1888.

Os relevos dos sarcófagos helenísticos e romanos foram cortados com uma broca em vez de cinzéis, permitindo e encorajando composições extremamente cheias de figuras, como o sarcófago da Batalha de Ludovisi (250-260 d.C.). Estes também são vistos nas enormes faixas de relevos que se enrolam em torno das colunas triunfais romanas. Os sarcófagos, em particular, exerceram uma enorme influência na escultura ocidental posterior. A Idade Média europeia tendia a usar alto relevo para todos os fins em pedra, embora como a escultura romana antiga, seus relevos normalmente não eram tão altos quanto na Grécia Antiga. O relevo muito alto ressurgiu no Renascimento, e foi especialmente usado na arte funerária montada na parede e, mais tarde, em frontões neoclássicos e monumentos públicos.
Na arte budista e hindu da Índia e do Sudeste Asiático, o alto relevo também pode ser encontrado, embora não seja tão comum quanto os baixos a médios relevos. Exemplos famosos de altos relevos indianos podem ser encontrados nos templos Khajuraho, com figuras voluptuosas e retorcidas que muitas vezes ilustram as posições eróticas do Kamasutra. No templo Prambanan do século 9, Java Central, altos relevos de Lokapala devatas, os guardiões das divindades das direções, são encontrados.
A maior escultura em alto relevo do mundo é o Stone Mountain Confederate Memorial no estado americano da Geórgia, que foi cortado a 42 pés de profundidade na montanha, e mede 90 pés de altura, 190 pés de largura, e fica a 400 pés acima do solo.

### Relevo Afundado

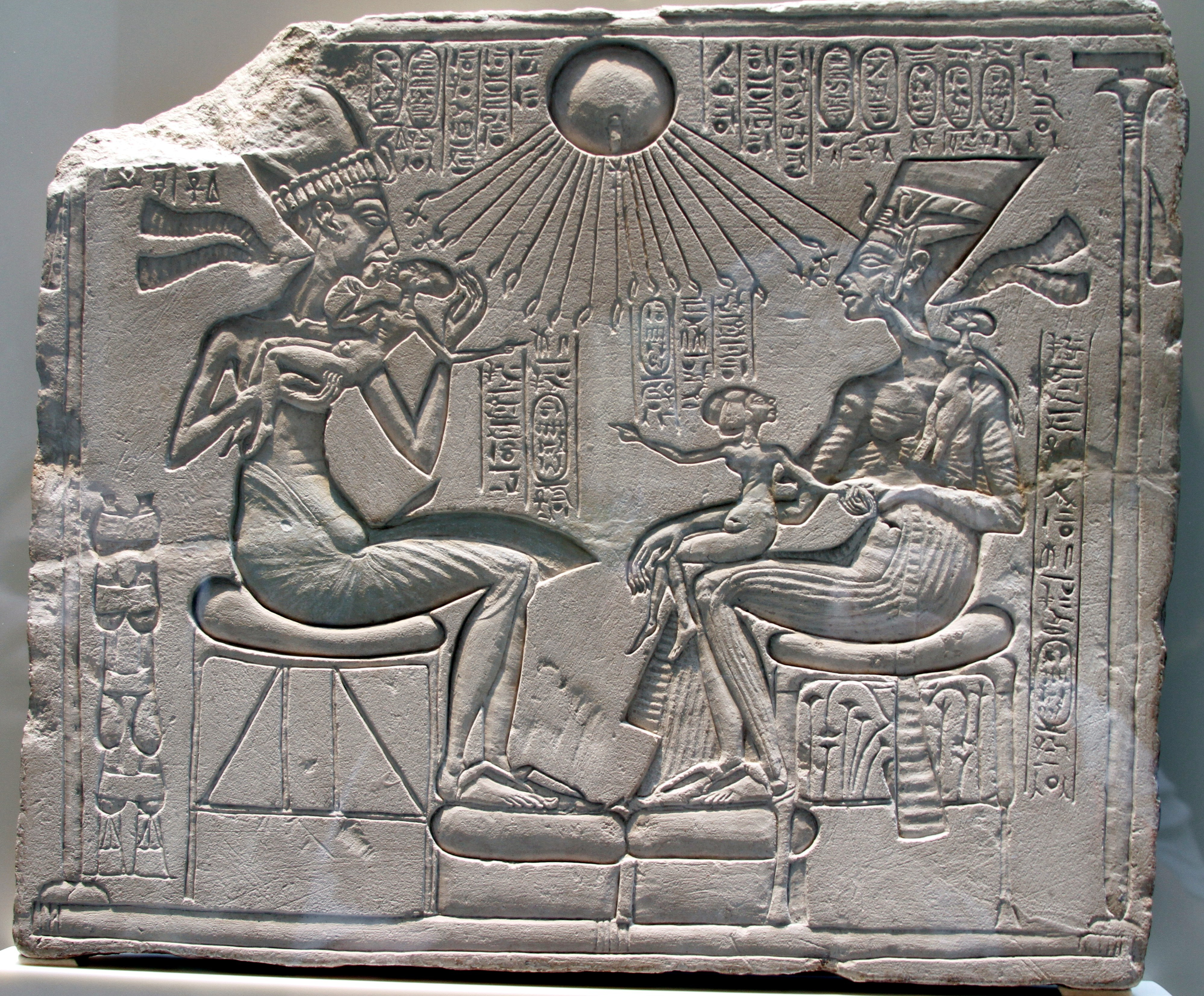
Uma representação em relevo afundado do faraó Akhenaton com sua esposa Nefertiti e filhas. O fundo principal não foi removido, apenas o que está nas imediações da forma esculpida. Observe como sombras fortes são necessárias para definir a imagem.

O relevo afundado é em grande parte restrito à arte do Egito Antigo, onde é muito comum, tornando-se após o período Amarna de Ahkenaten o tipo dominante usado, em oposição ao baixo relevo. Ele já havia sido usado anteriormente, mas principalmente para grandes relevos em paredes externas, e para hieróglifos e cártulas. A imagem é feita cortando a própria escultura em relevo em uma superfície plana. Em uma forma mais simples, as imagens são geralmente lineares por natureza, como hieróglifos, mas na maioria dos casos a figura em si está em baixo relevo, mas colocada dentro de uma área afundada em forma ao redor da imagem, de modo que o relevo nunca se eleva além da superfície plana original. Em alguns casos, as figuras e outros elementos estão em um relevo muito baixo que não sobe à superfície original, mas outros são modelados mais completamente, com algumas áreas subindo para a superfície original. Esse método minimiza o trabalho de remoção do plano de fundo, ao mesmo tempo em que permite a modelagem de relevo normal.
A técnica é mais bem sucedida com luz solar forte para enfatizar os contornos e formas pela sombra, já que nenhuma tentativa foi feita para suavizar a borda da área afundada, deixando um rosto em ângulo reto com a superfície ao seu redor. Alguns relevos, especialmente monumentos funerários com cabeças ou bustos da Roma antiga e da arte ocidental posterior, deixam uma "moldura" no nível original ao redor da borda do relevo, ou colocam uma cabeça em um recesso hemisférico no bloco (veja o exemplo romano na galeria). Embora essencialmente muito semelhante ao relevo afundado egípcio, mas com um espaço de fundo no nível inferior em torno da figura, o termo normalmente não seria usado para tais obras.
Também é usado para esculpir letras (tipicamente om mani padme hum) nas pedras mani do budismo tibetano.

### Contra-relevo
A técnica de relevo afundado não deve ser confundida com "contra-relevo" ou intaglio como visto em selos de gema gravados – onde uma imagem é totalmente modelada de maneira "negativa". A imagem vai para a superfície, de modo que, quando impressa em cera, dá uma impressão em relevo normal. No entanto, muitas gemas gravadas foram esculpidas em cameo ou relevo normal.
Algumas esculturas monumentais helenísticas muito tardias no Egito usam modelagem "negativa" completa como se estivessem em um selo de gema, talvez como escultores treinados na tradição grega tentaram usar convenções egípcias tradicionais.

### Pequenos objetos

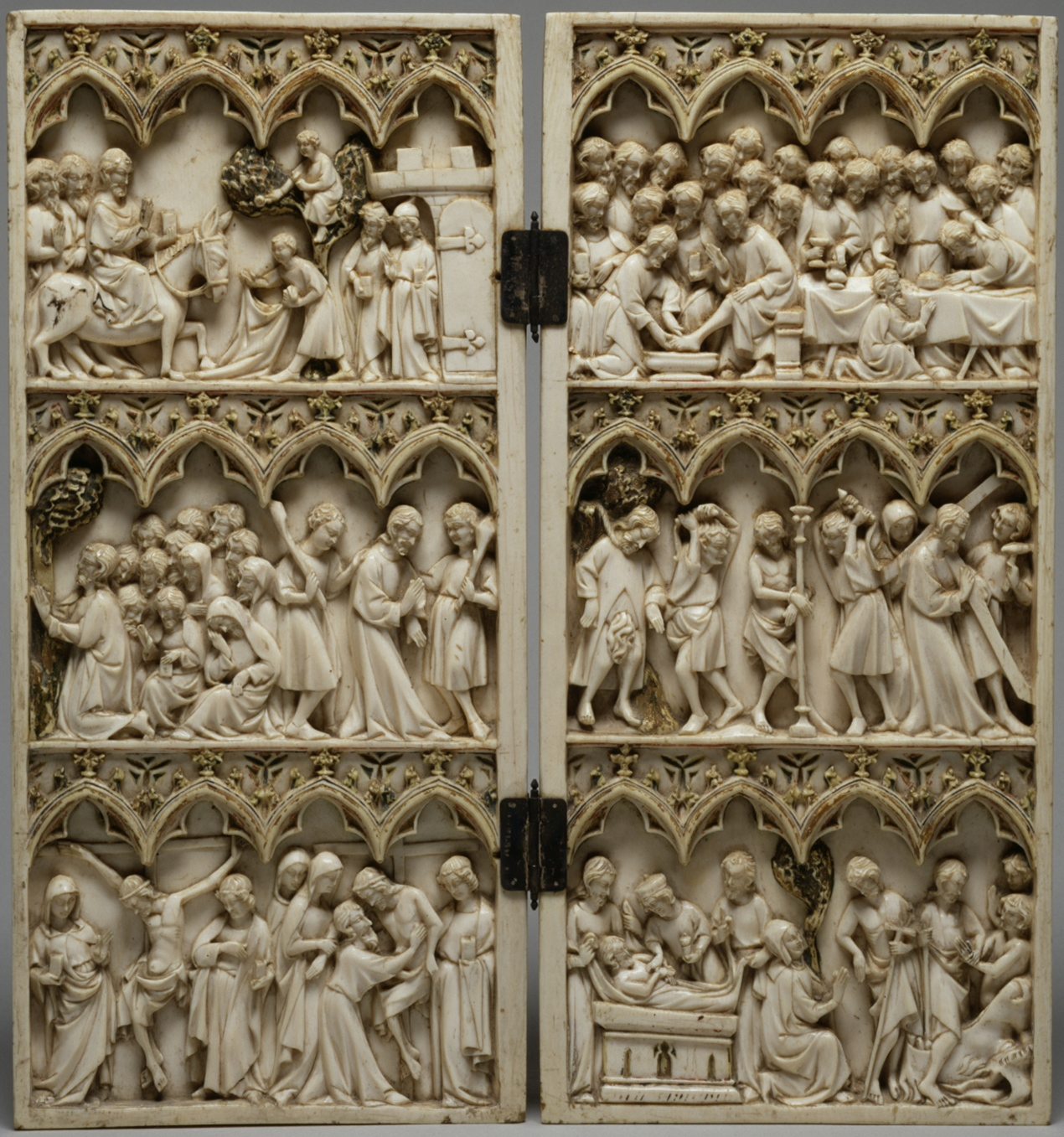
Díptico gótico francês, 25 cm (9,8 pol.) de altura, com cenas lotadas da Vida de Cristo, c. 1350–1365

Relevos em pequena escala foram esculpidos em vários materiais, notavelmente marfim, madeira e cera. Os relevos são frequentemente encontrados em artes decorativas, como cerâmica e metalurgia; estes são menos frequentemente descritos como "alívios" do que como "em relevo". Pequenos relevos de bronze são muitas vezes na forma de "placas" ou plaquetas, que podem ser fixadas em móveis ou emolduradas, ou apenas mantidas como são, uma forma popular para colecionadores europeus, especialmente no Renascimento.
Várias técnicas de modelagem são usadas, como repoussé ("empurrado") em trabalhos em metal, onde uma fina placa de metal é moldada por trás usando vários perfuradores de metal ou madeira, produzindo uma imagem de relevo. A fundição também tem sido amplamente utilizada em bronze e outros metais. Casting e repoussé são frequentemente usados em conjunto para acelerar a produção e adicionar mais detalhes ao relevo final. Em pedra, bem como gemas gravadas, esculturas de pedra dura maiores em pedras semipreciosas têm sido altamente prestigiadas desde os tempos antigos em muitas culturas euroasiáticas. Relevos em cera foram produzidos pelo menos a partir do Renascimento.
Relevos esculpidos em marfim têm sido usados desde os tempos antigos, e como o material, embora caro, geralmente não pode ser reutilizado, eles têm uma taxa de sobrevivência relativamente alta e, por exemplo, dípticos consulares representam uma grande proporção das sobrevivências da arte secular portátil da Antiguidade Tardia. No período gótico, a escultura em relevos de marfim tornou-se uma indústria de luxo considerável em Paris e outros centros. Além de pequenos dípticos e trípticos com cenas religiosas densamente cheias, geralmente do Novo Testamento, objetos seculares, geralmente em baixo relevo, também foram produzidos.

Estes eram muitas vezes estojos de espelho redondos, pentes, alças e outros itens pequenos, mas incluíam alguns caixões maiores como o Caixão com Cenas de Romances (Walters 71264) em Baltimore, Maryland, nos Estados Unidos. Originalmente, eles eram muitas vezes pintados em cores brilhantes. Os relevos podem ser impressos por carimbos em argila, ou a argila prensada em um molde com o desenho, como era usual com a terra sigillata produzida em massa da cerâmica romana antiga. Os relevos decorativos em gesso ou estuque podem ser muito maiores; esta forma de decoração arquitetônica é encontrada em muitos estilos de interiores no Ocidente pós-renascentista e na arquitetura islâmica.

## Galeria

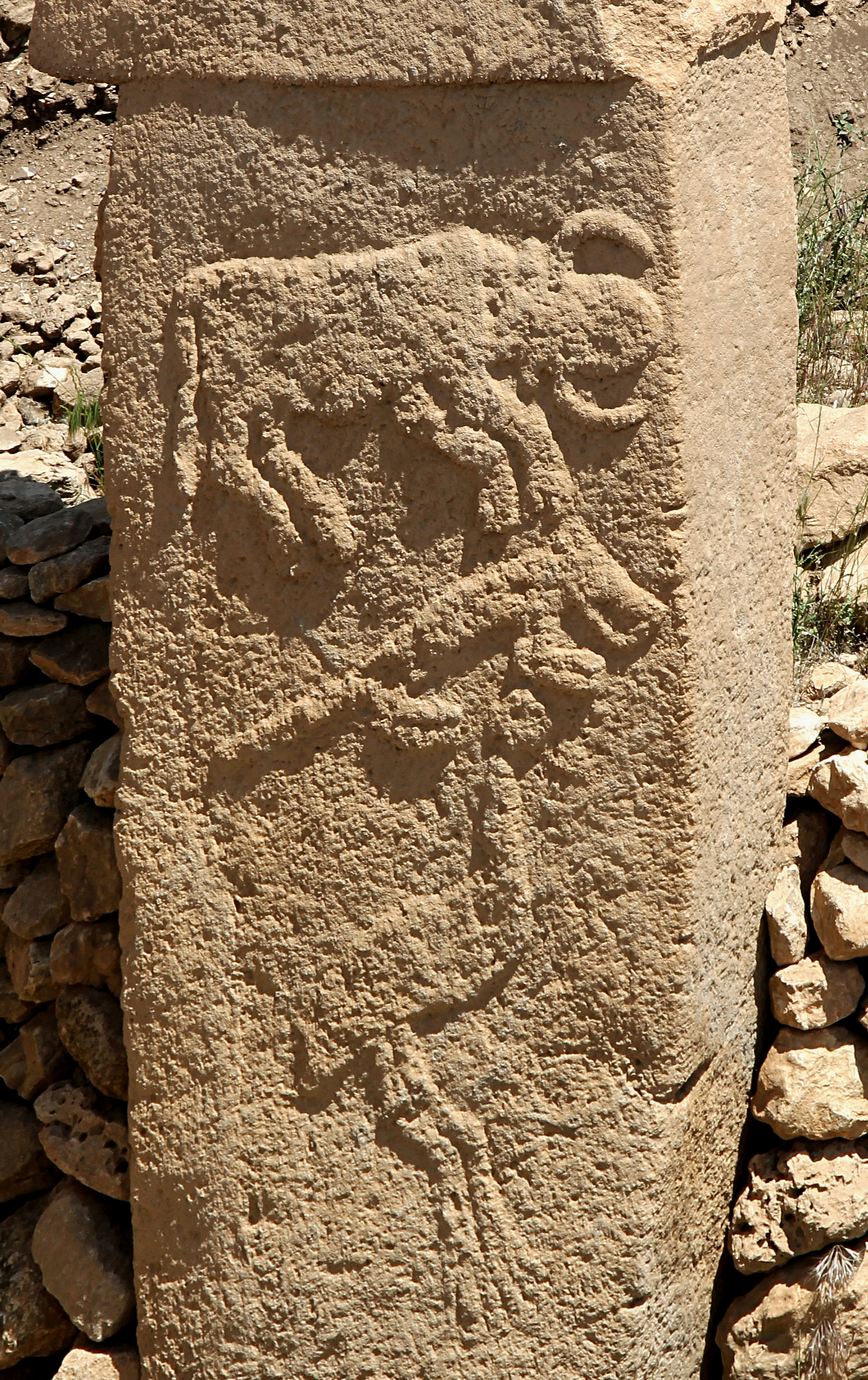
Baixo relevo do sítio arqueológico neolítico pré-oleiro de Göbekli Tepe, que se acredita representar um touro, uma raposa e um grou, c. 9 000 a.C.
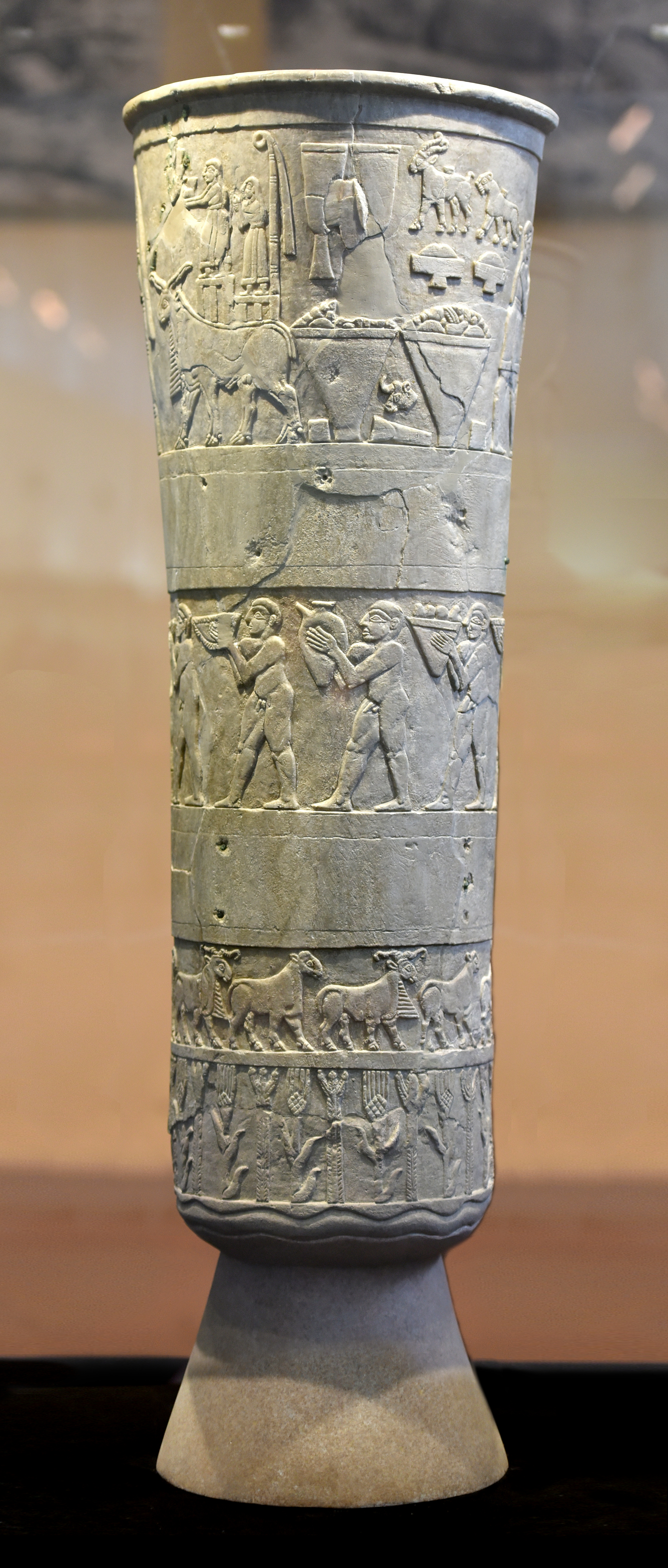
O Vaso Warka da Suméria, uma obra de sobrevivência muito antiga de alívio narrativo, c. 3 200-3 000 a.C. Alabastro. Museu Nacional do Iraque.
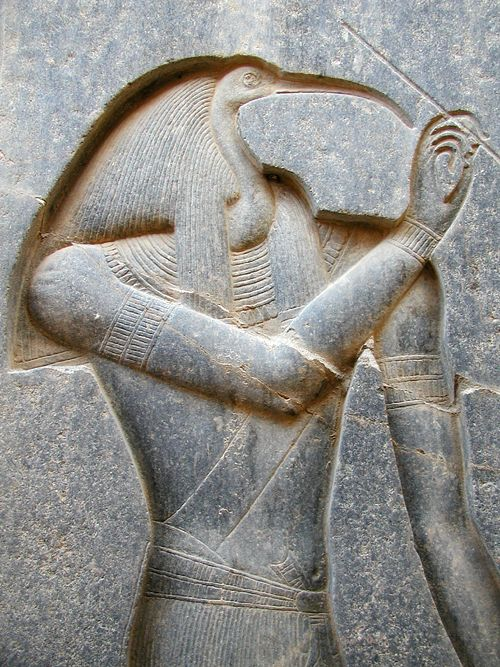
Relevo afundado como baixo relevo dentro de um contorno afundado, do Templo de Luxor, no Egito, esculpido em granito muito duro
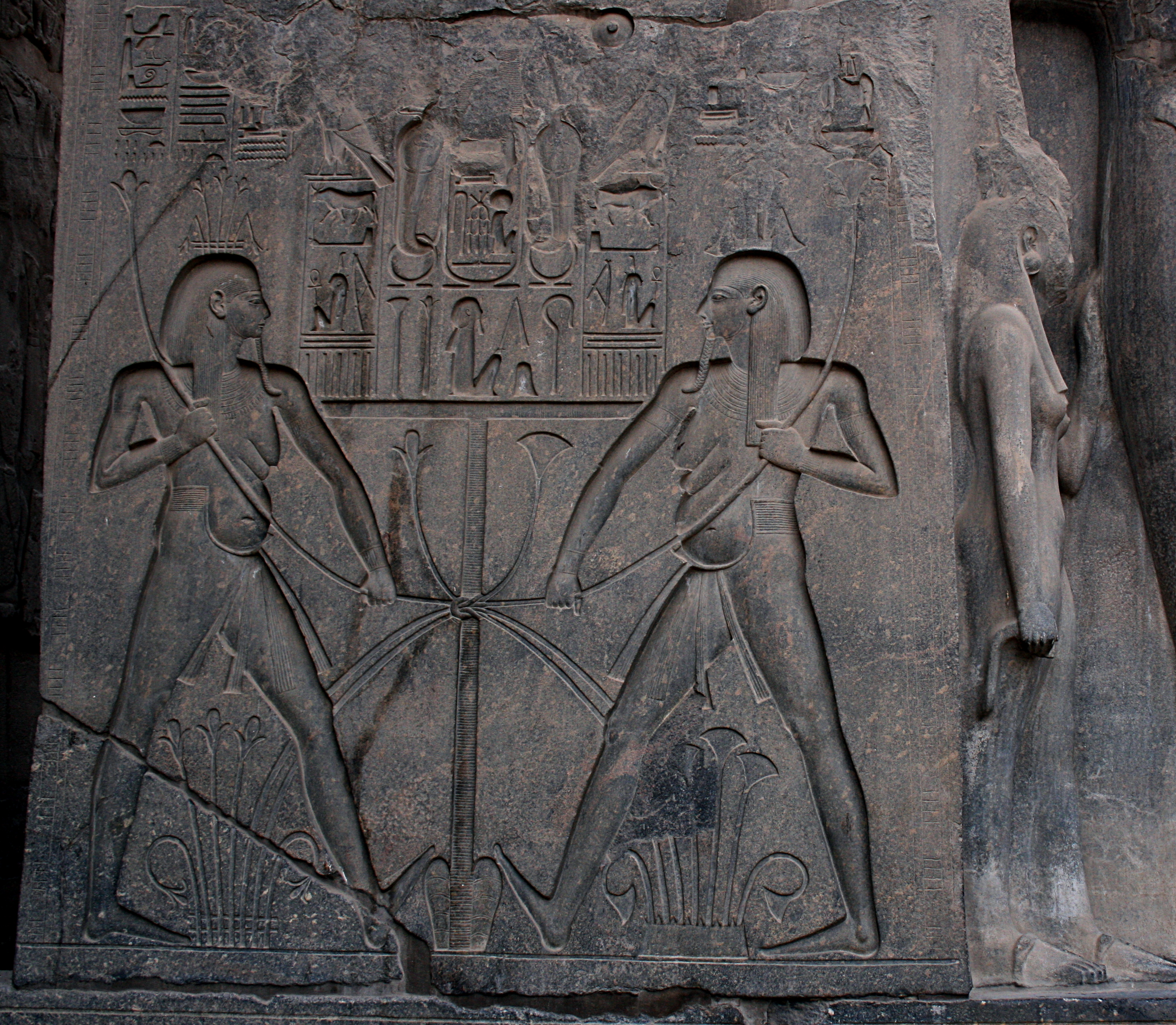
Baixo relevo dentro de um contorno afundado, relevo linear afundado nos hieróglifos, e alto relevo (direita), de Luxor
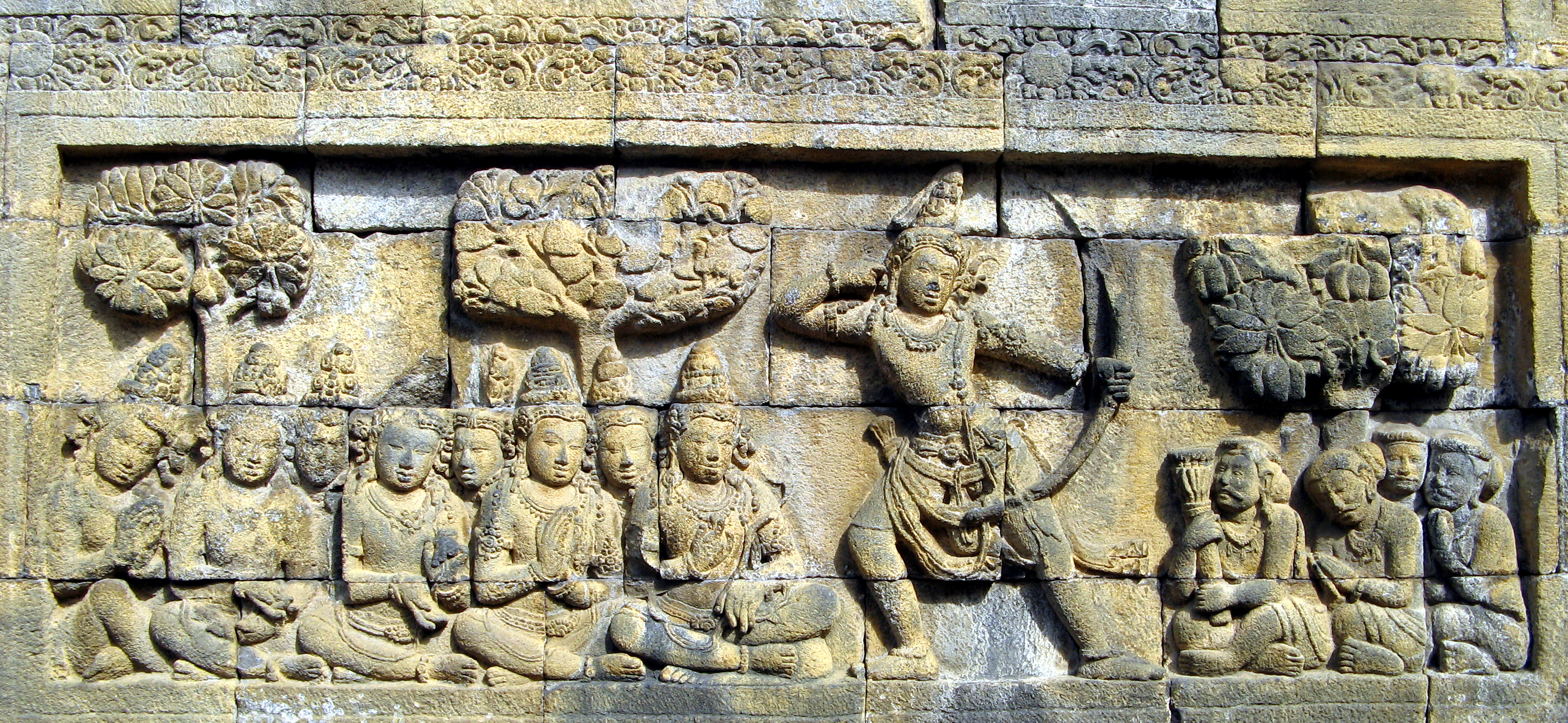
Baixo a médio relevo, século 9, Borobudur. O templo tem 1 460 painéis de relevos narrando escrituras budistas.
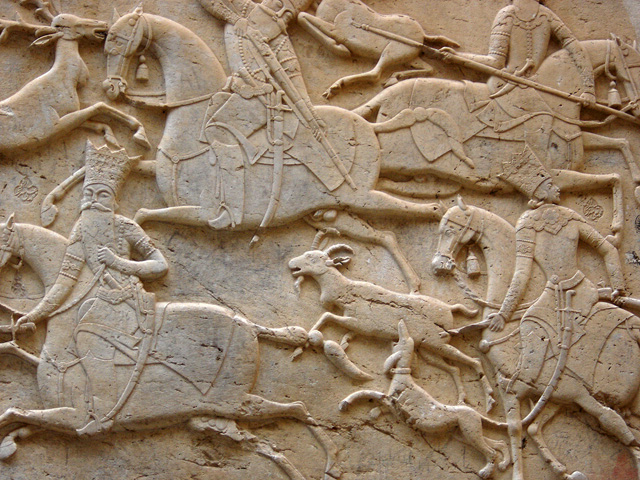
Um relevo médio persa (mezzo-rilievo) da era Qajar, em Tangeh Savashi no Irã, que também pode ser descrito como dois estágios de baixo relevo Este é um relevo rochoso esculpido em um penhasco.
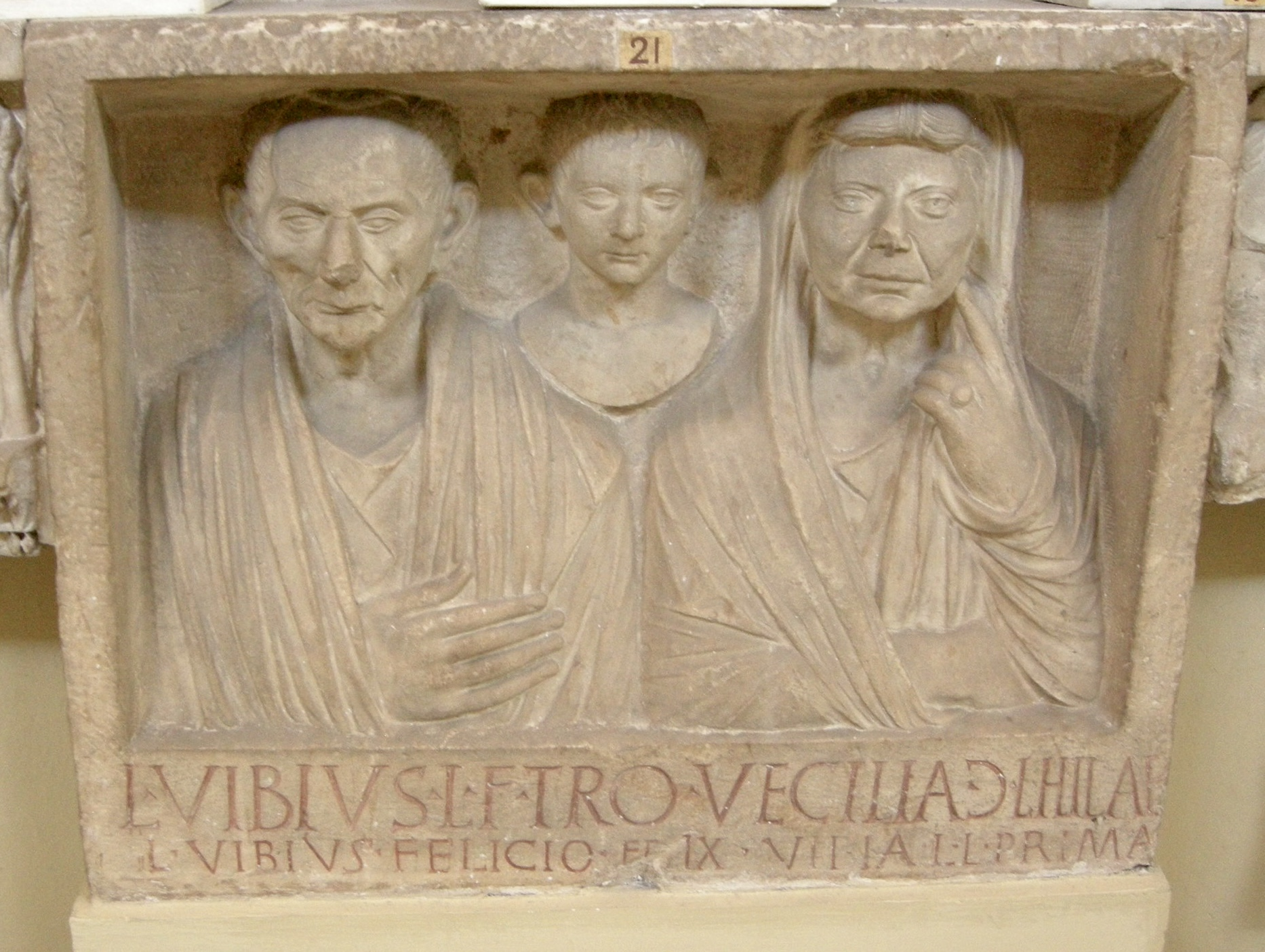
Relevo funerário romano com moldura no nível original, mas não relevo afundado
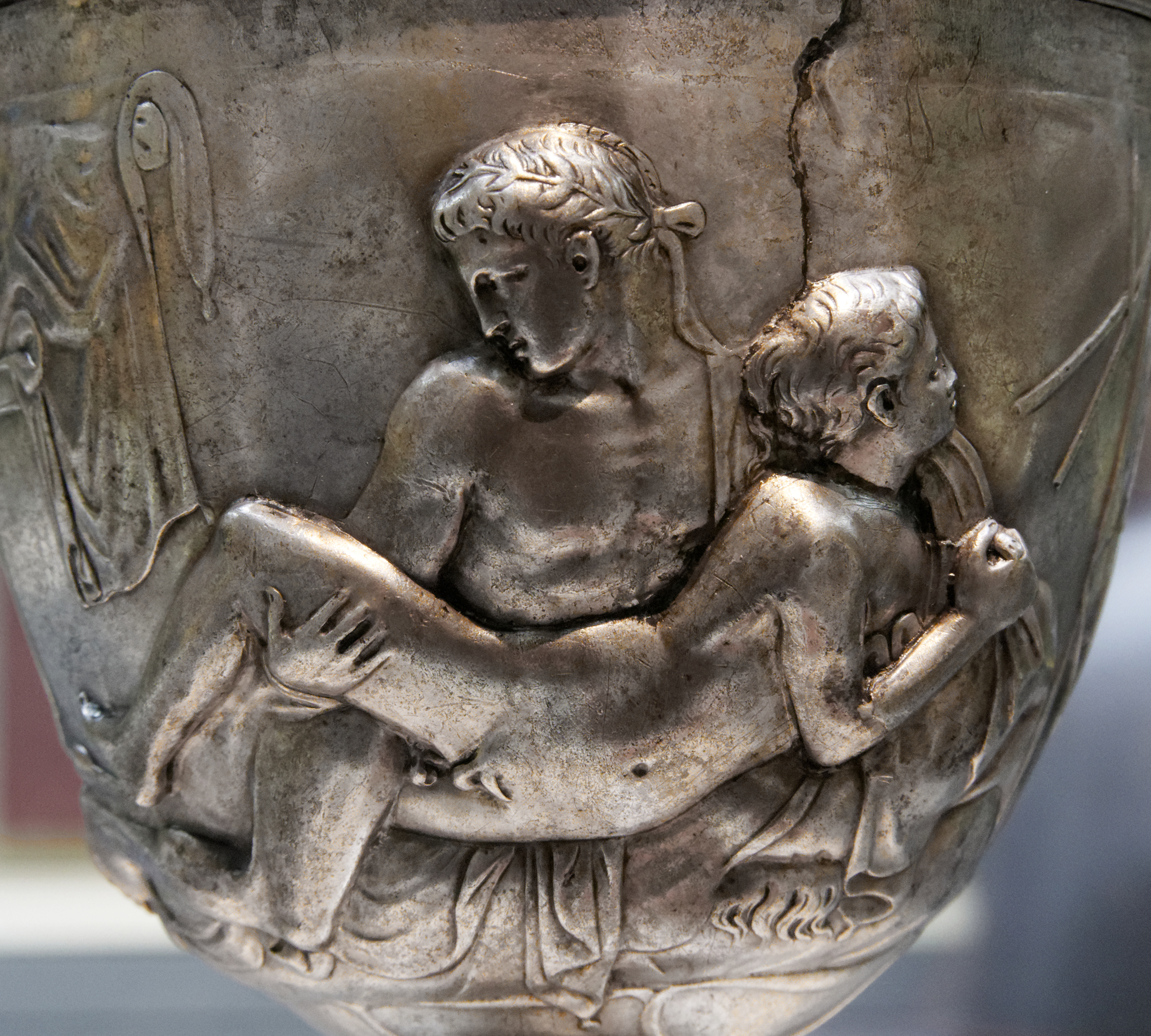
Taça Roman Warren, obra de prata repoussé
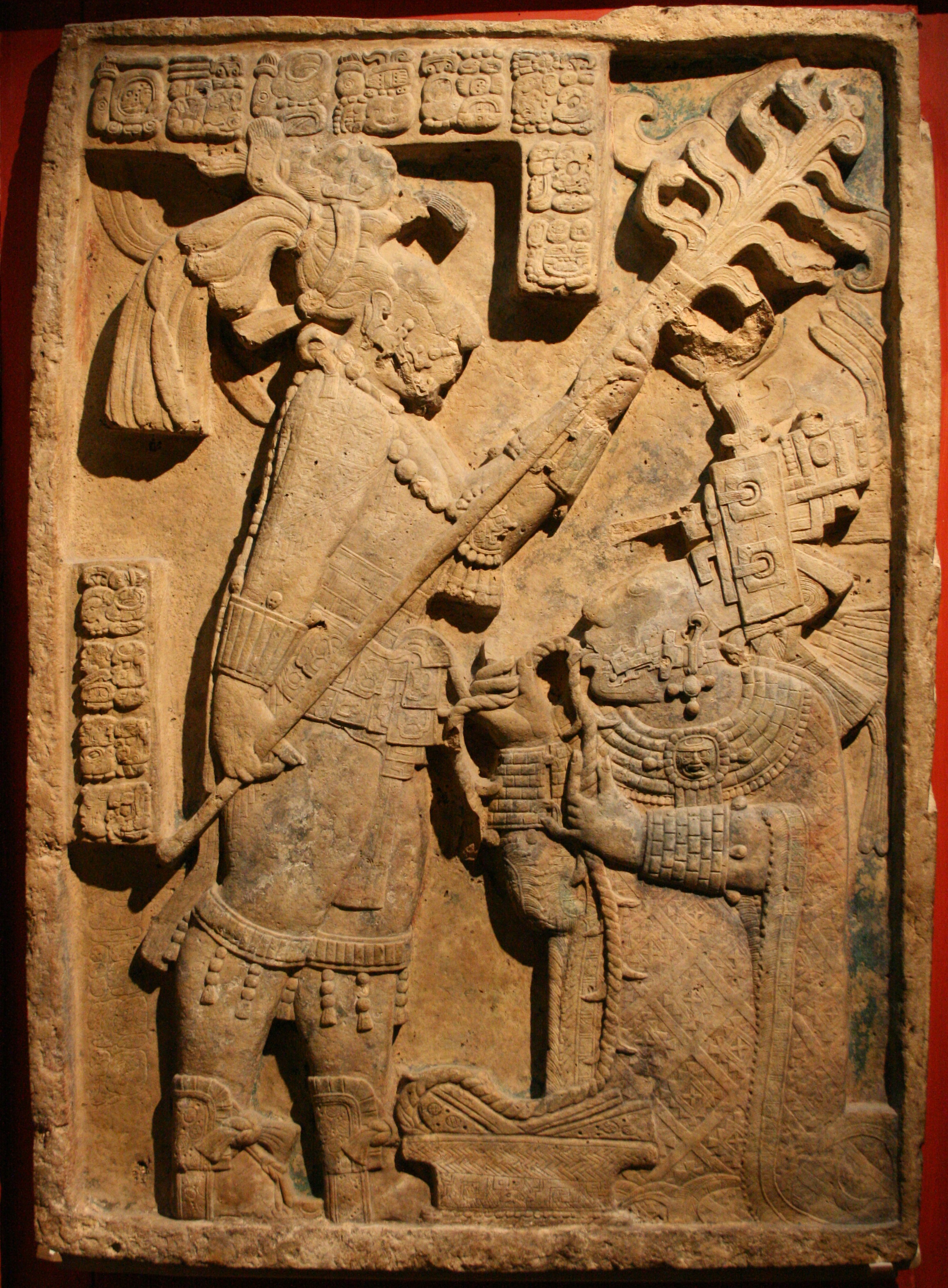
Lintel 24 do sítio maia de Yaxchilan. Retrata um ritual de sangria realizado por Lady Xoc
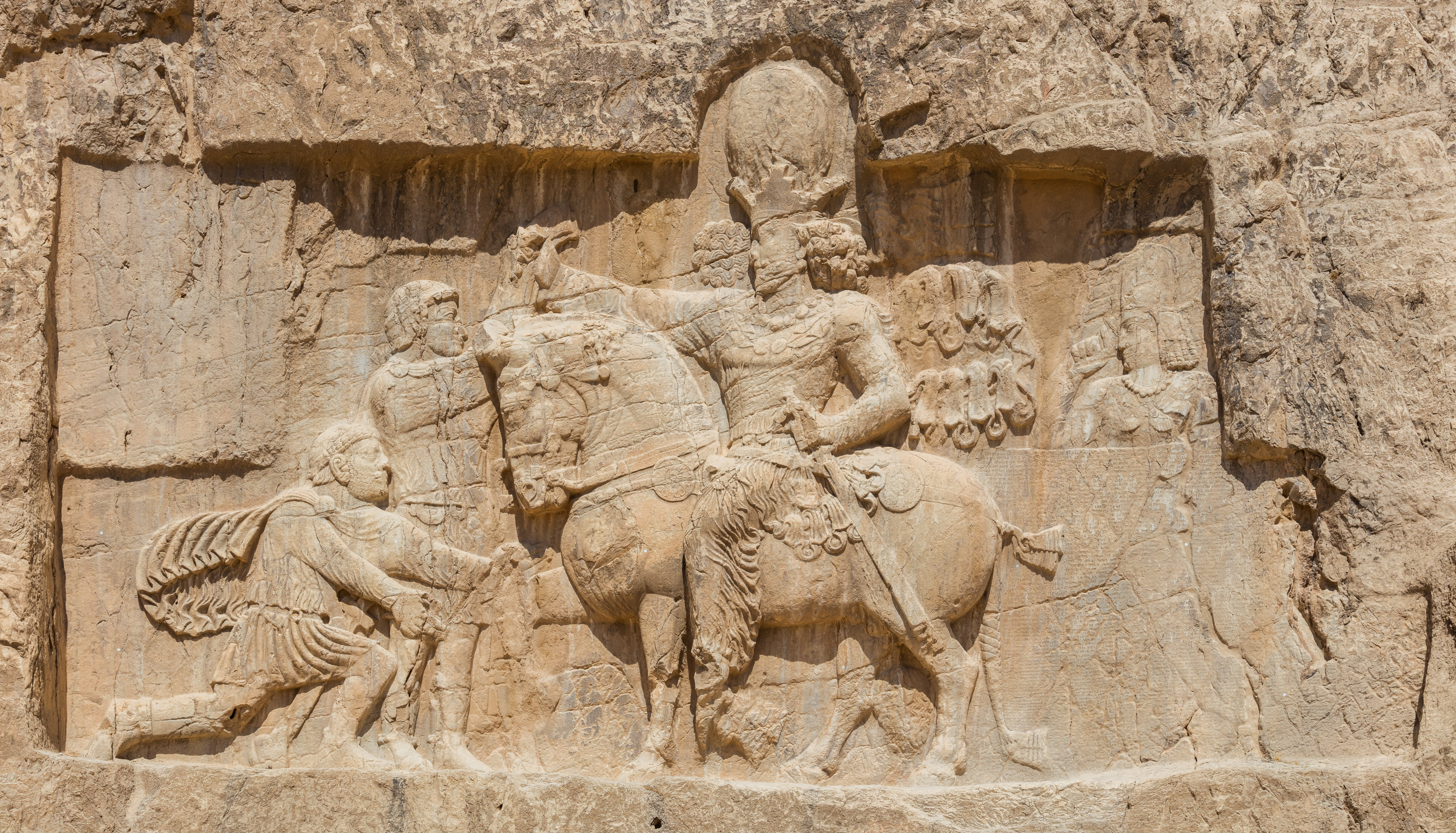
Relevo rochoso em Naqsh-e Rustam; o imperador persa sassânida Shapur I (a cavalo) com imperadores romanos submetendo-se a ele
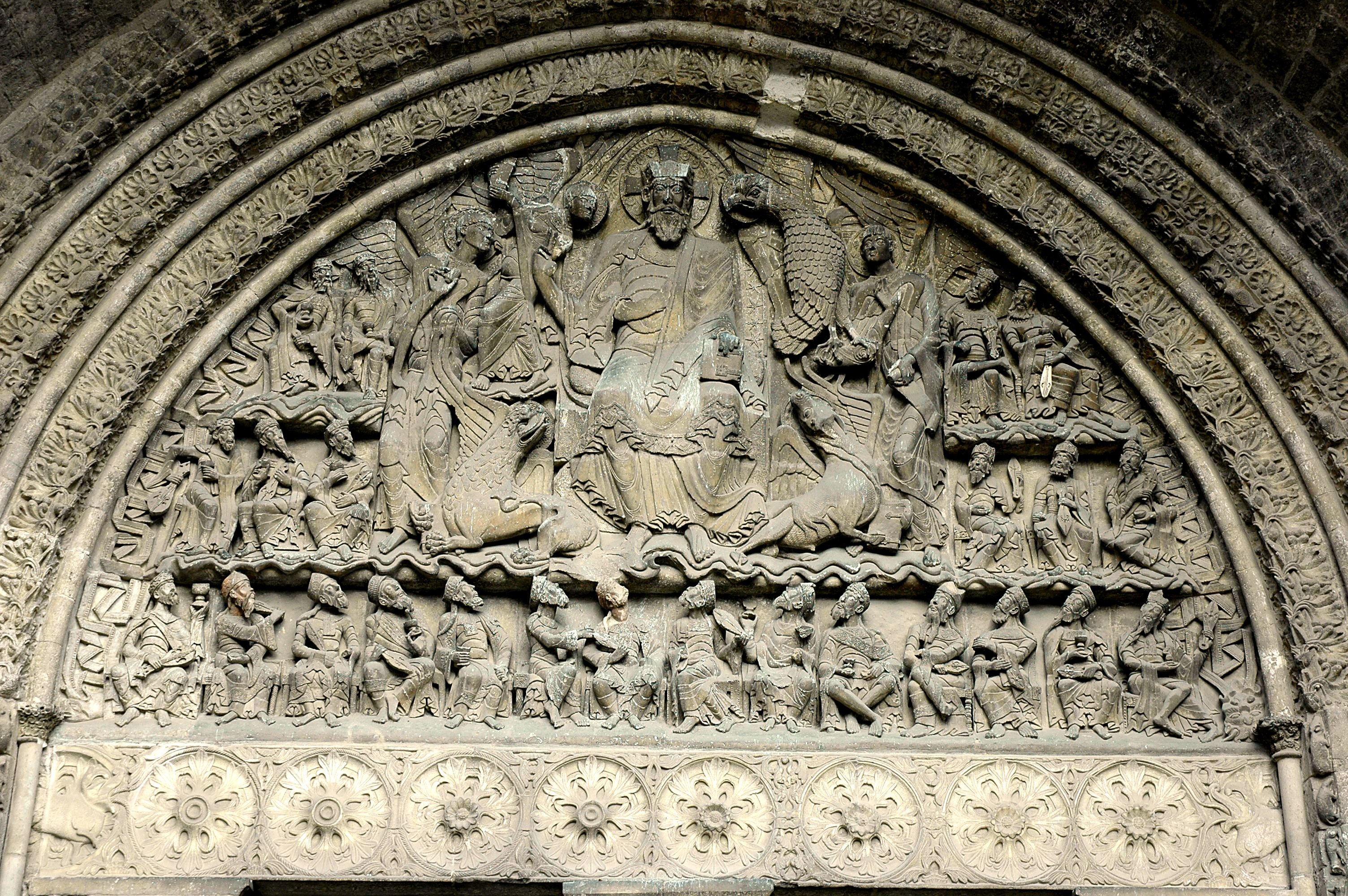
O portal românico do século 12 de Cristo em Majestade na Abadia de Moissac se move entre baixo e alto relevo em uma única figura
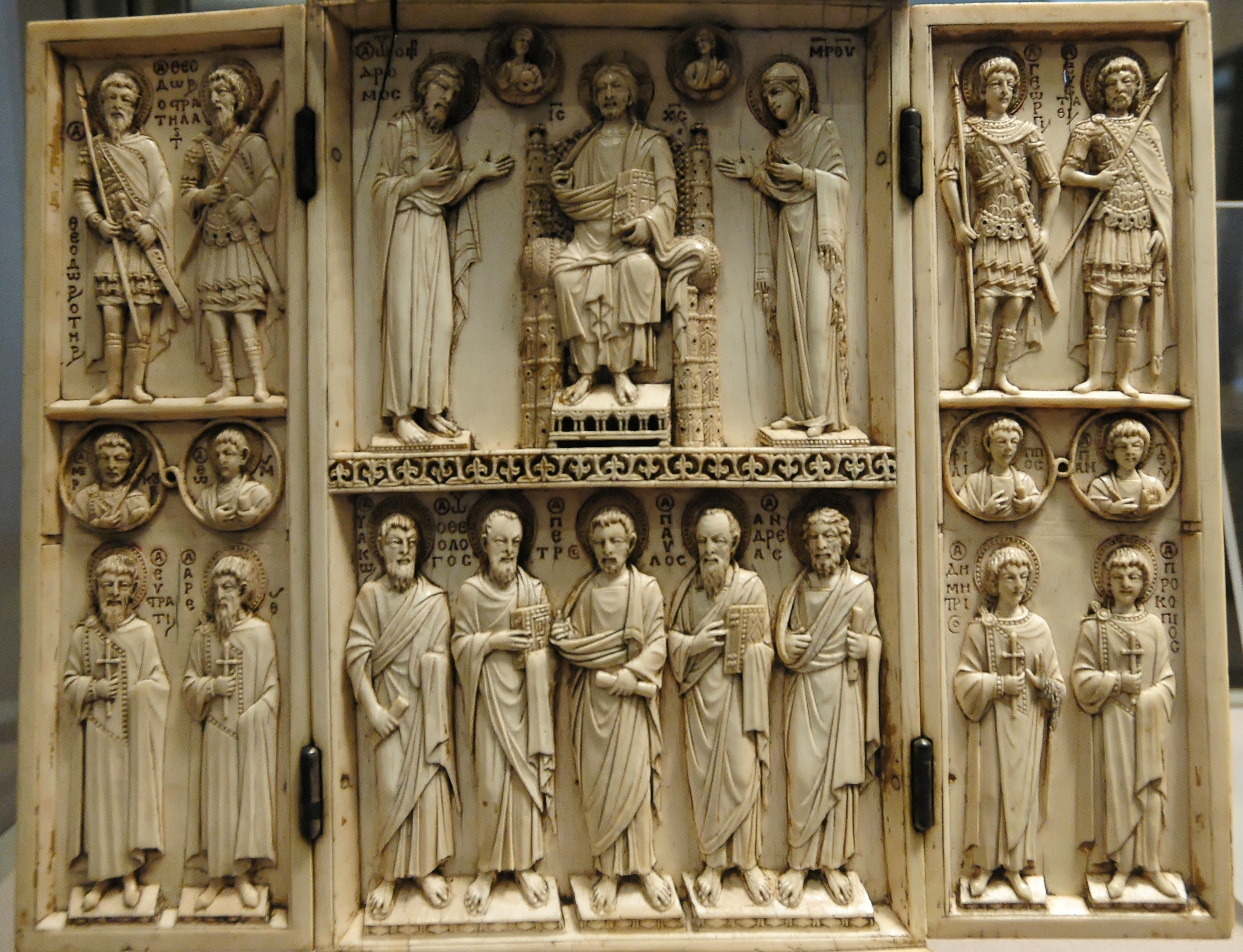
Tríptico de Harbaville, marfim bizantino
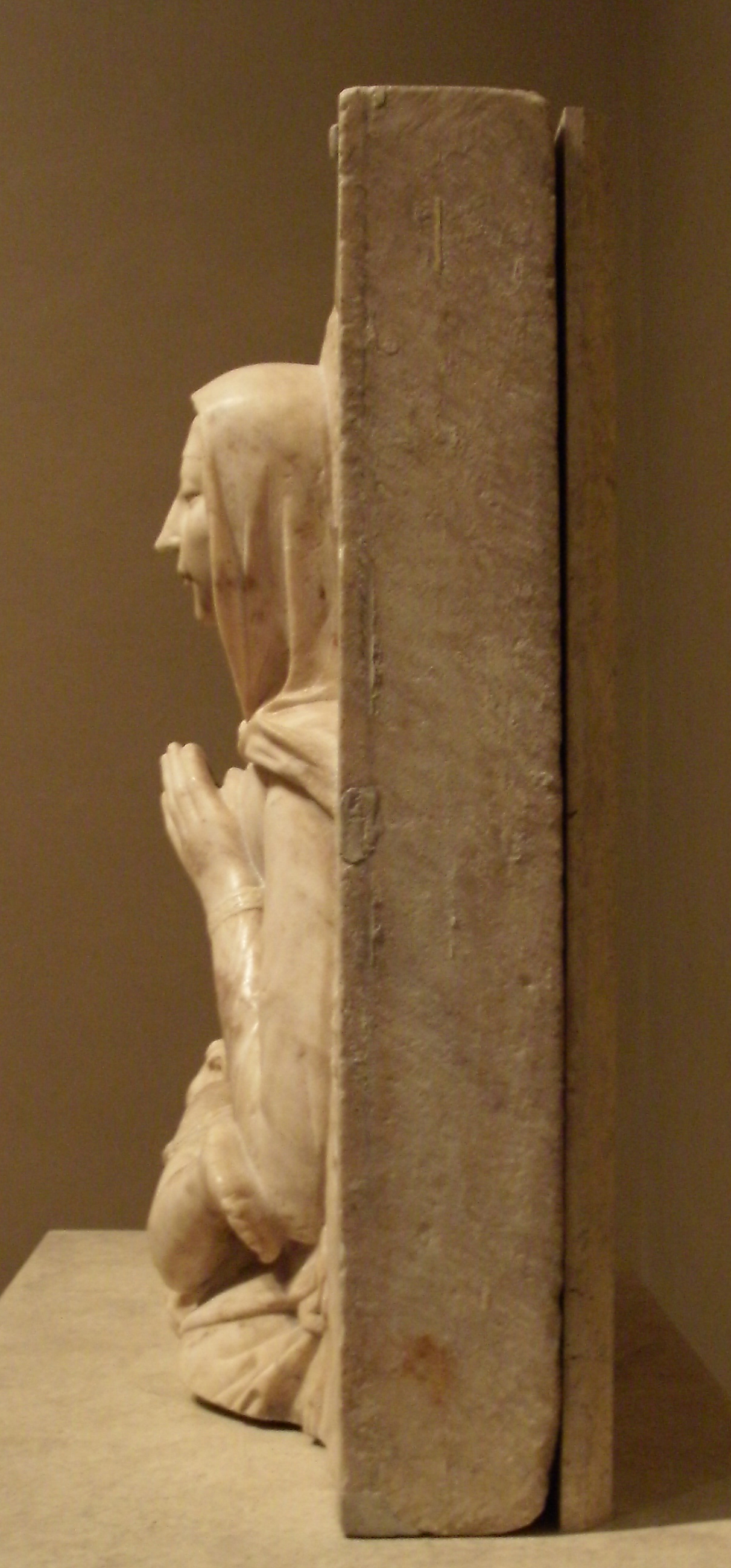
Vista lateral do meio-relevo: Madona e Menino, mármore de c. 1500/1510 por um escultor desconhecido do norte da Itália
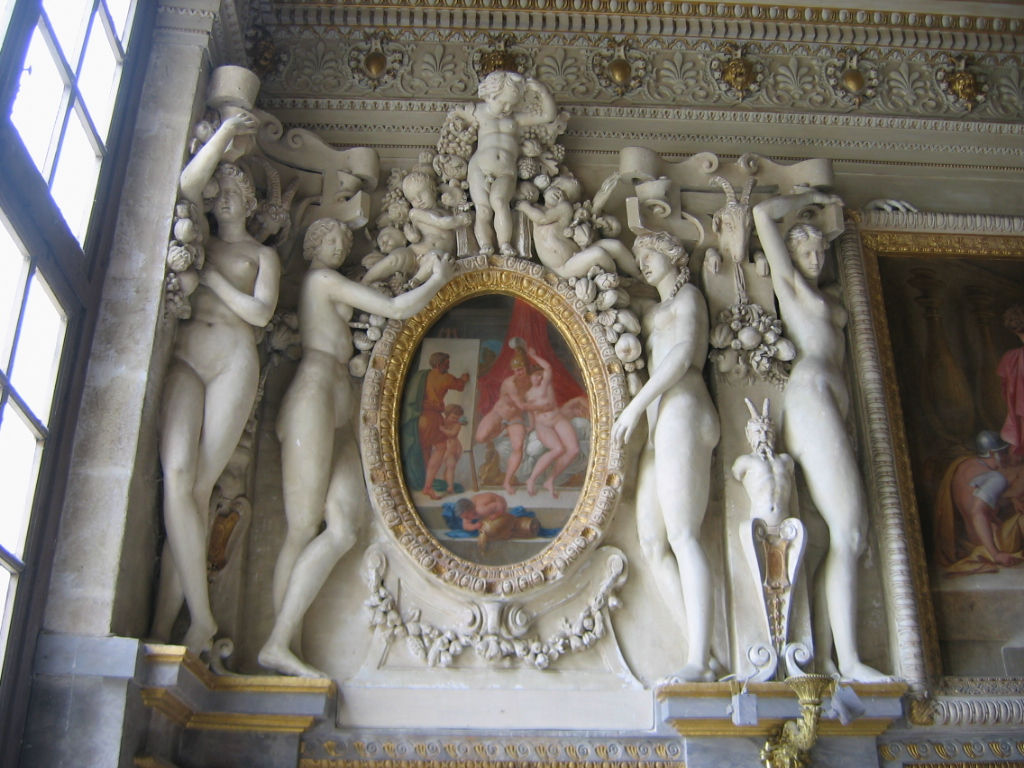
Os elaborados relevos de estuque (gesso) que decoravam o Chateau de Fontainebleau foram extremamente influentes. Friso decorativo em baixo relevo acima
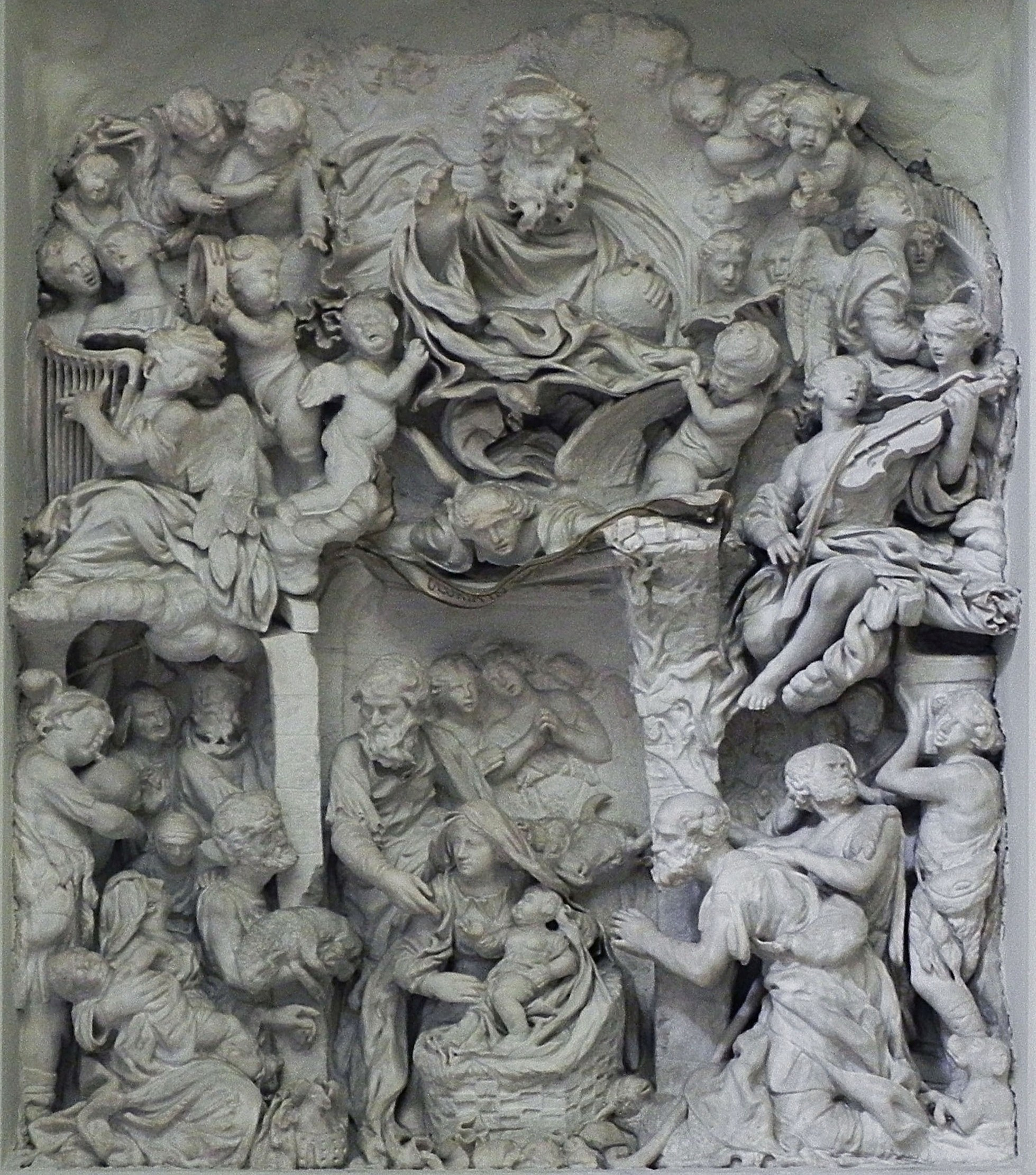
Alto relevo de mármore barroco de Francesco Grassia, 1670, Roma
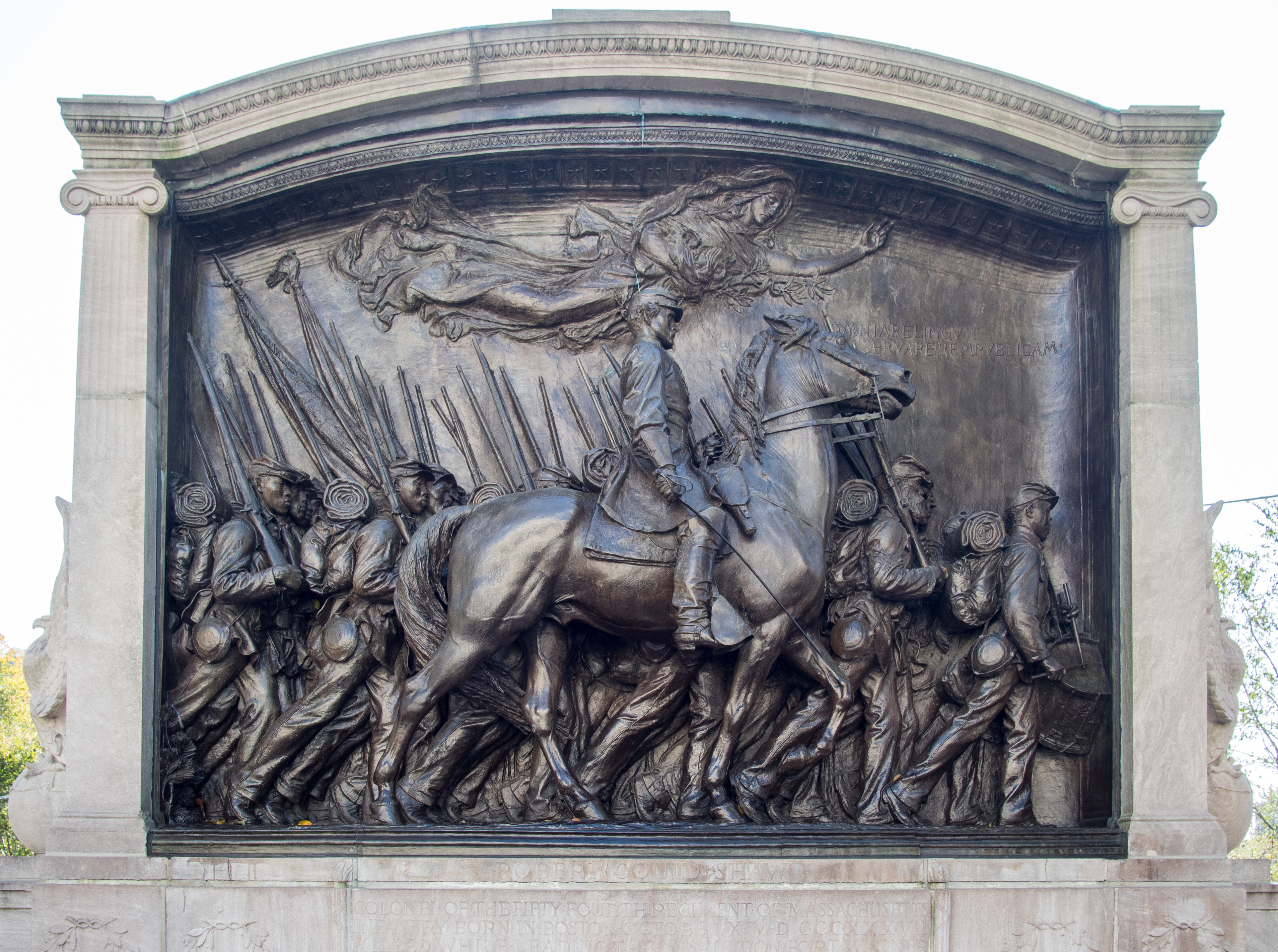
Memorial Robert Gould Shaw, 1897, Boston, combinando elementos independentes com alto e baixo relevo
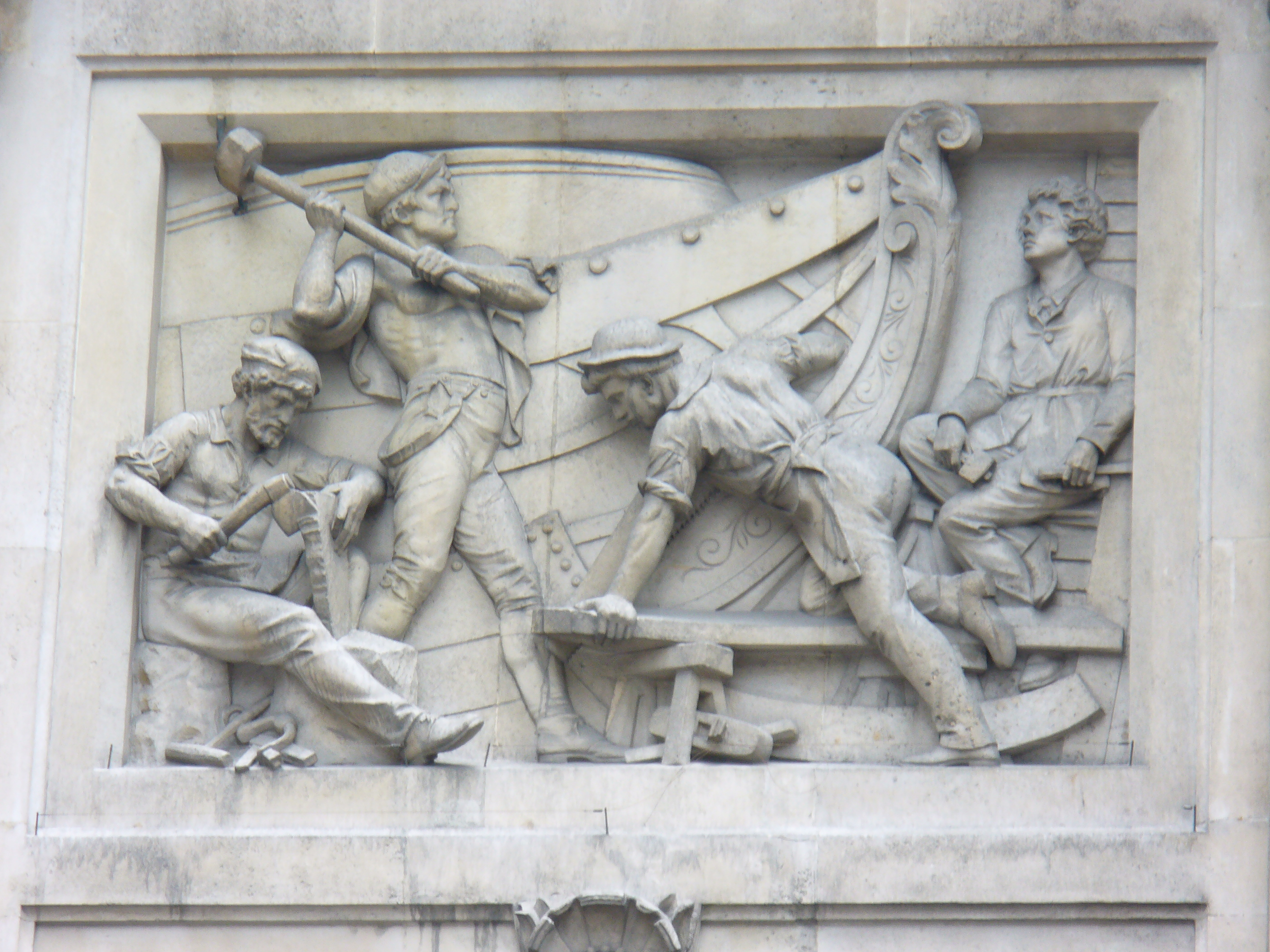
Um alto relevo relativamente moderno (representando a construção naval) em Bishopsgate, Londres. Alguns elementos se projetam para fora da moldura da imagem
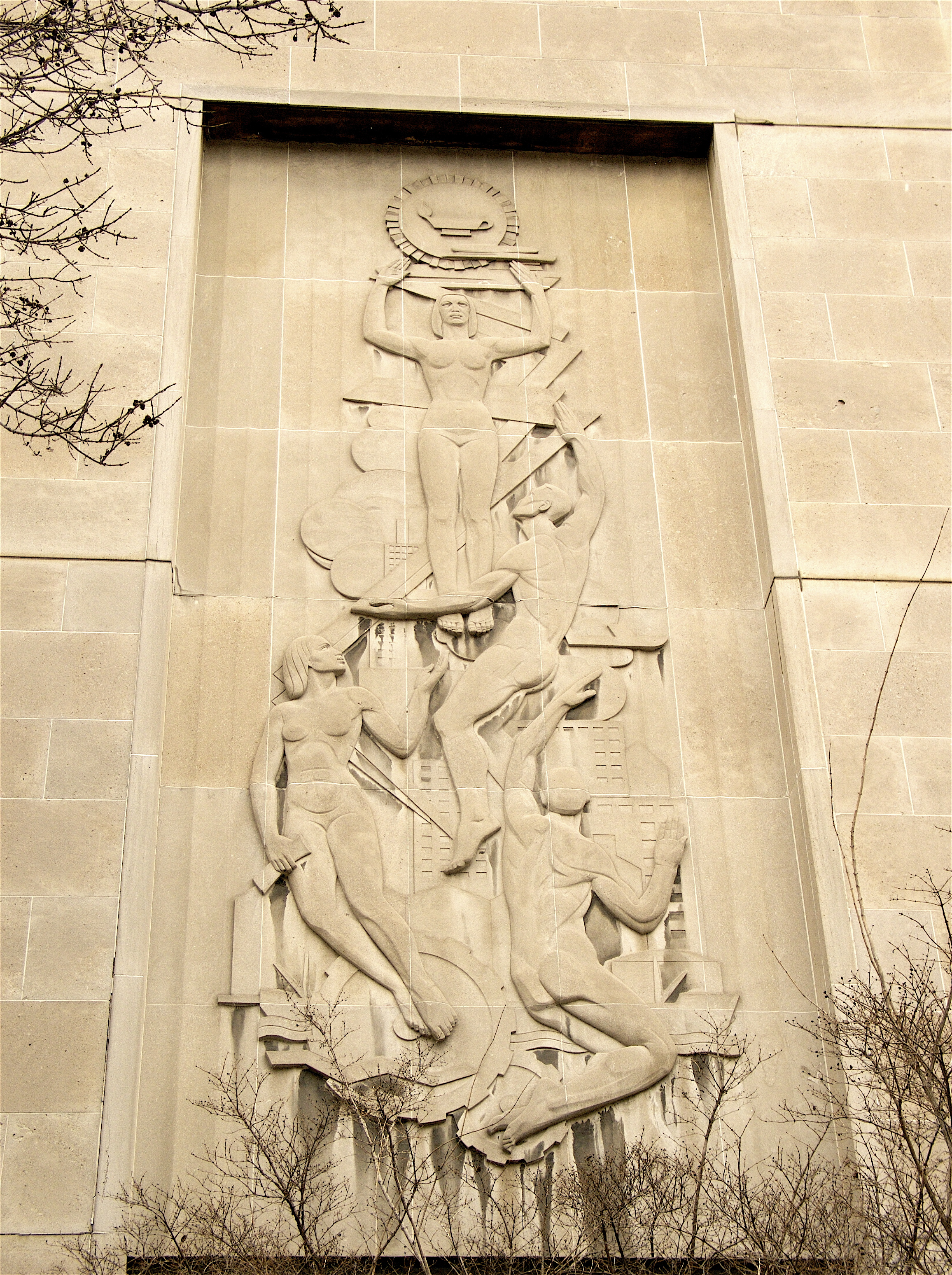
Baixo-relevo de Elizabeth Wyn Wood na Universidade Metropolitana de Toronto
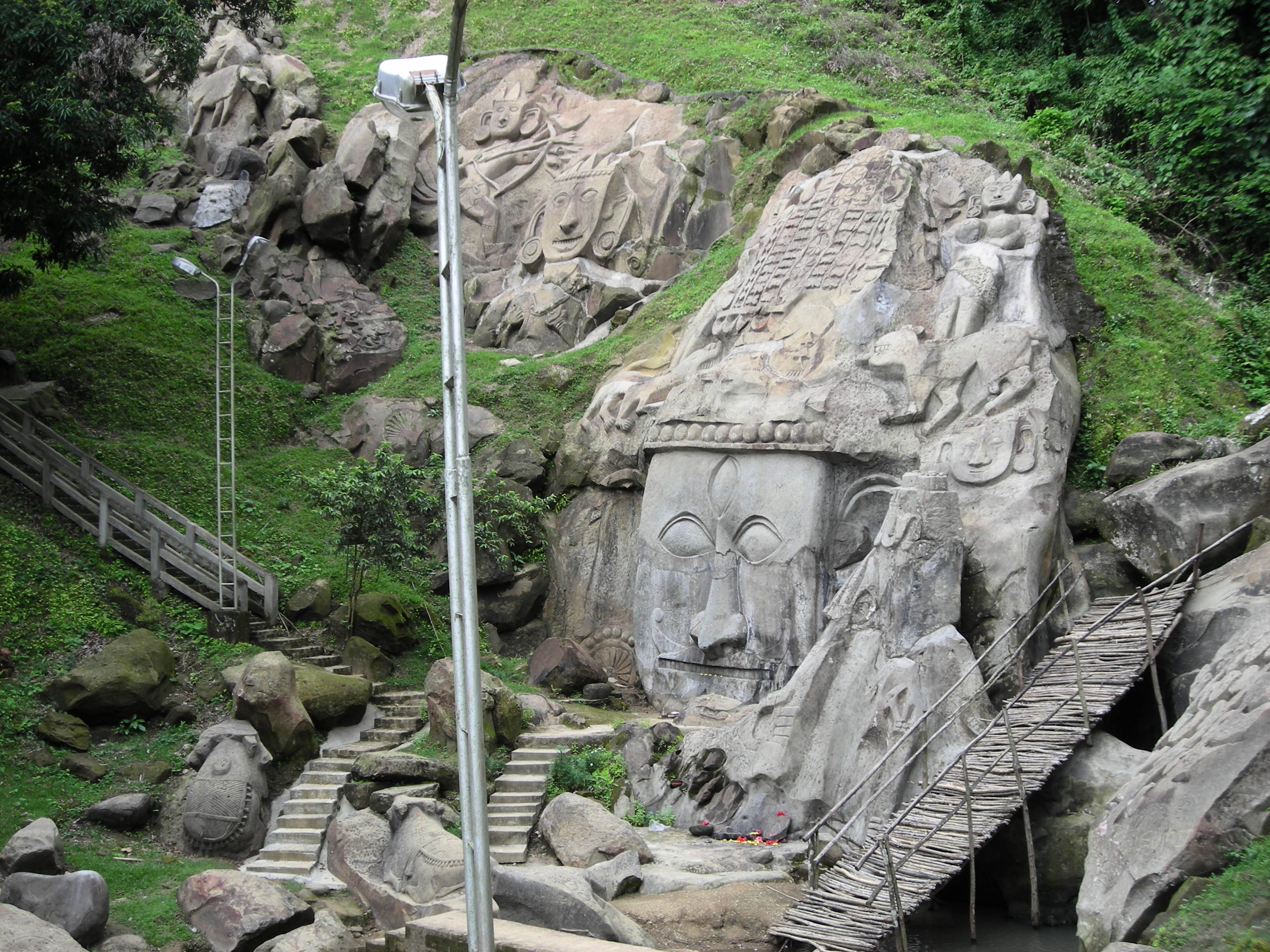
Relevos rochosos hindus colossais em Unakoti, Tripura, Índia
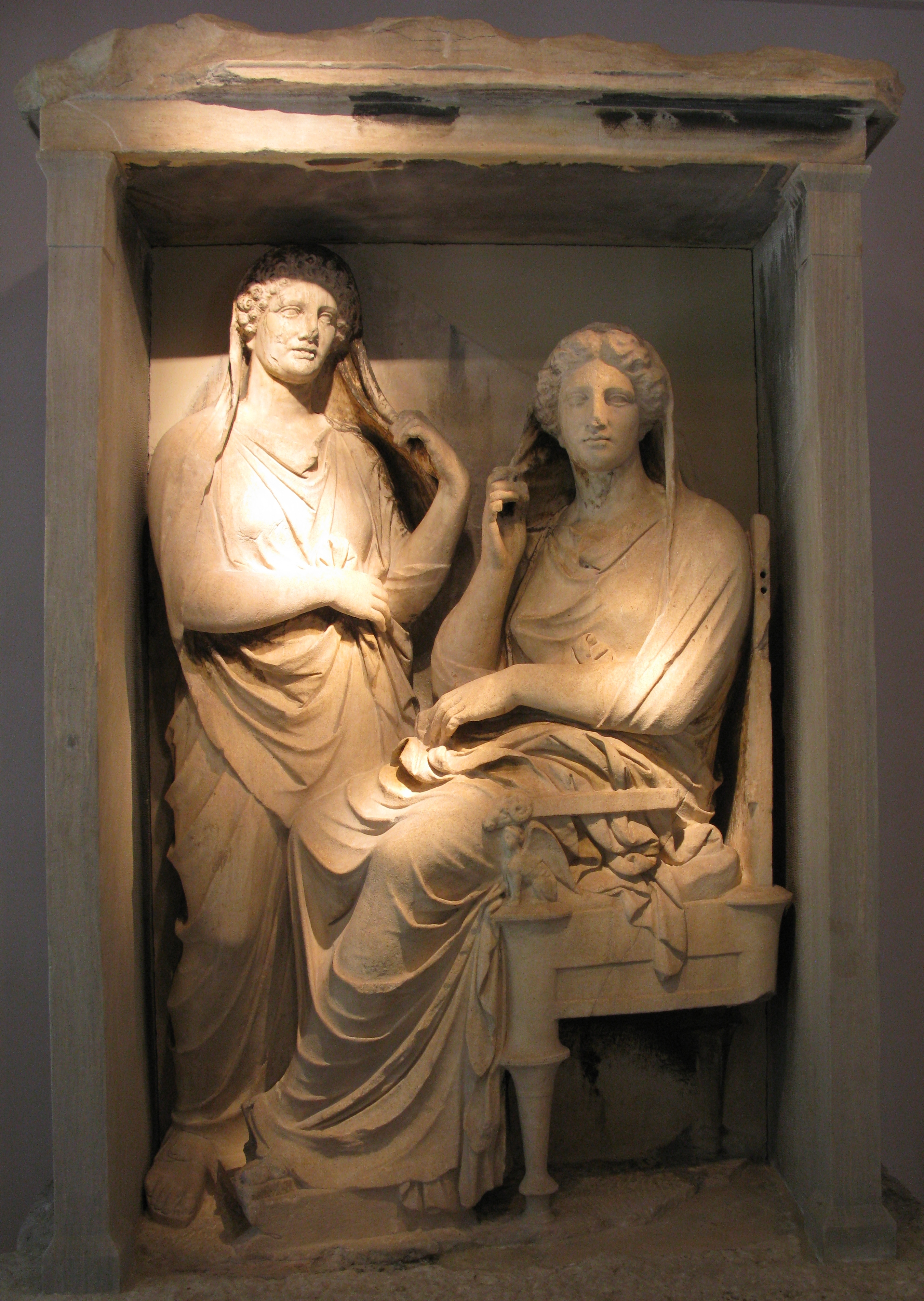
Alto relevo de Demétria e Pampilo. Muitos detalhes são totalmente destacados

## Relevos de artistas modernos

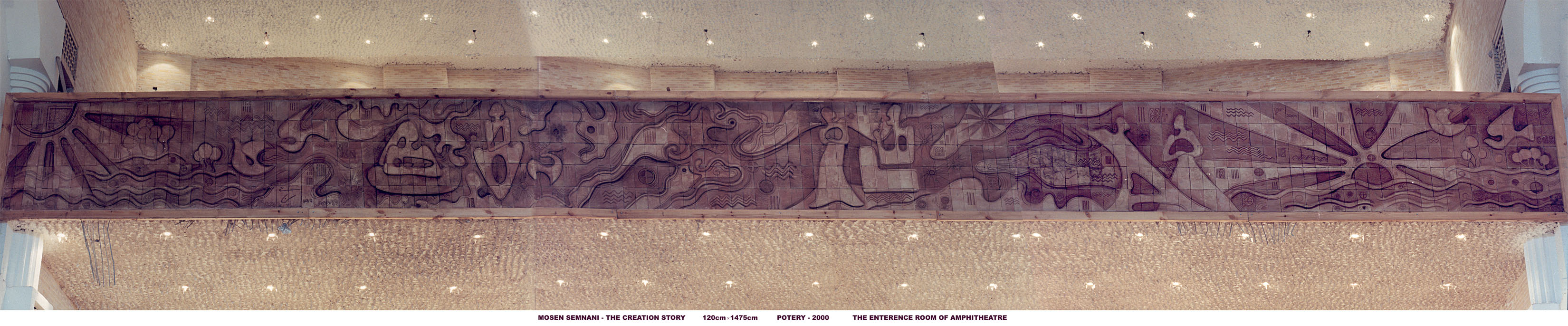
Mohsen Semnani, A história da criação, 2000, A sala de entrada do anfiteatro, Isfahan

Muitos artistas modernos e contemporâneos como Paul Gauguin, Ernst Barlach, Ernst Ludwig Kirchner, Pablo Picasso, Eric Gill, Jacob Epstein, Henry Moore, Claudia Cobizev, até Ewald Matare criaram relevos.
Em particular, os baixos relevos foram frequentemente usados no século 20 no exterior dos edifícios, onde são relativamente fáceis de incorporar à arquitetura como destaques decorativos.

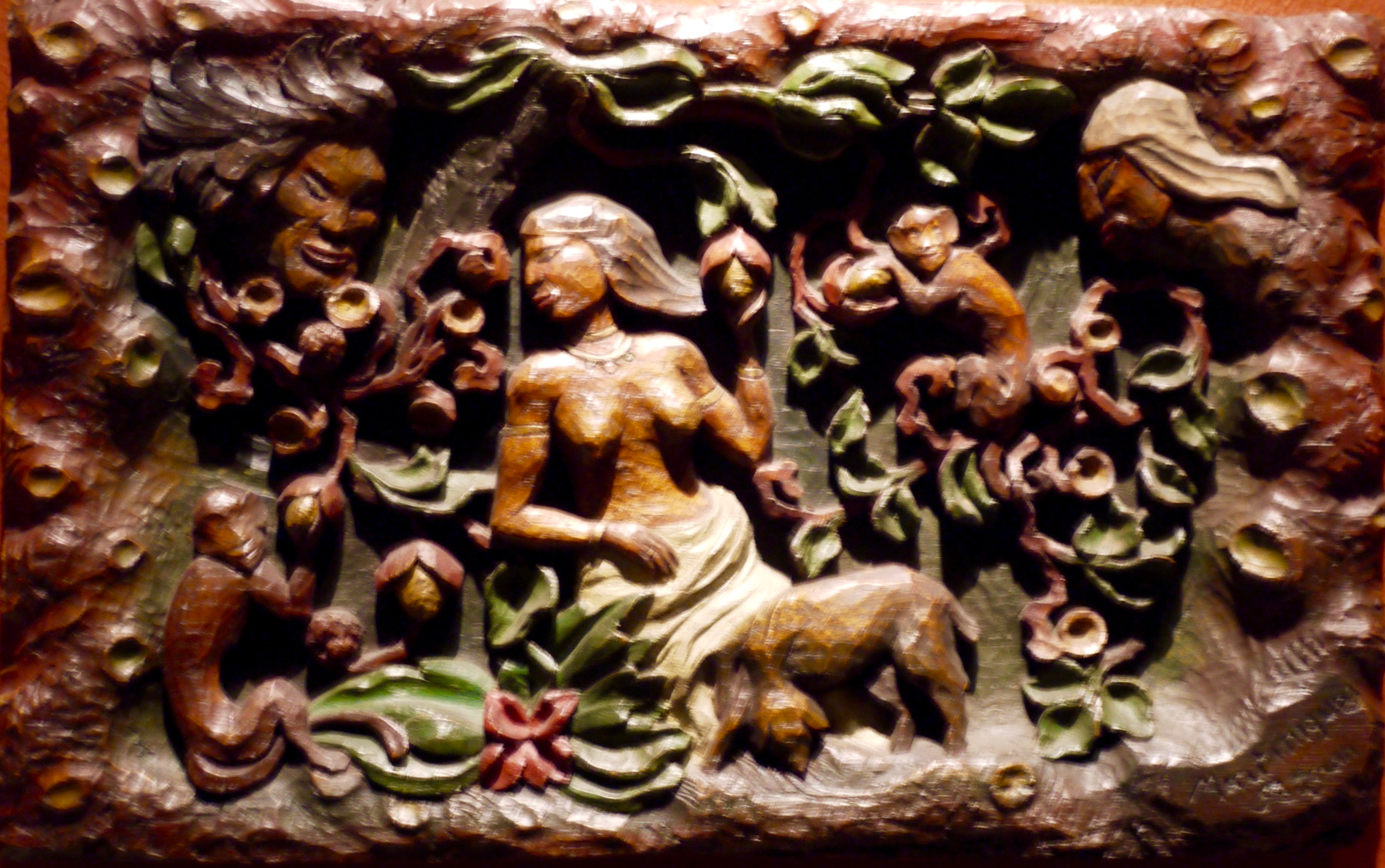
Paul Gauguin, Mulher com Frutas de Manga, 1889, carvalho pintado, Ny Carlsberg Glyptotek, Kopenhagen
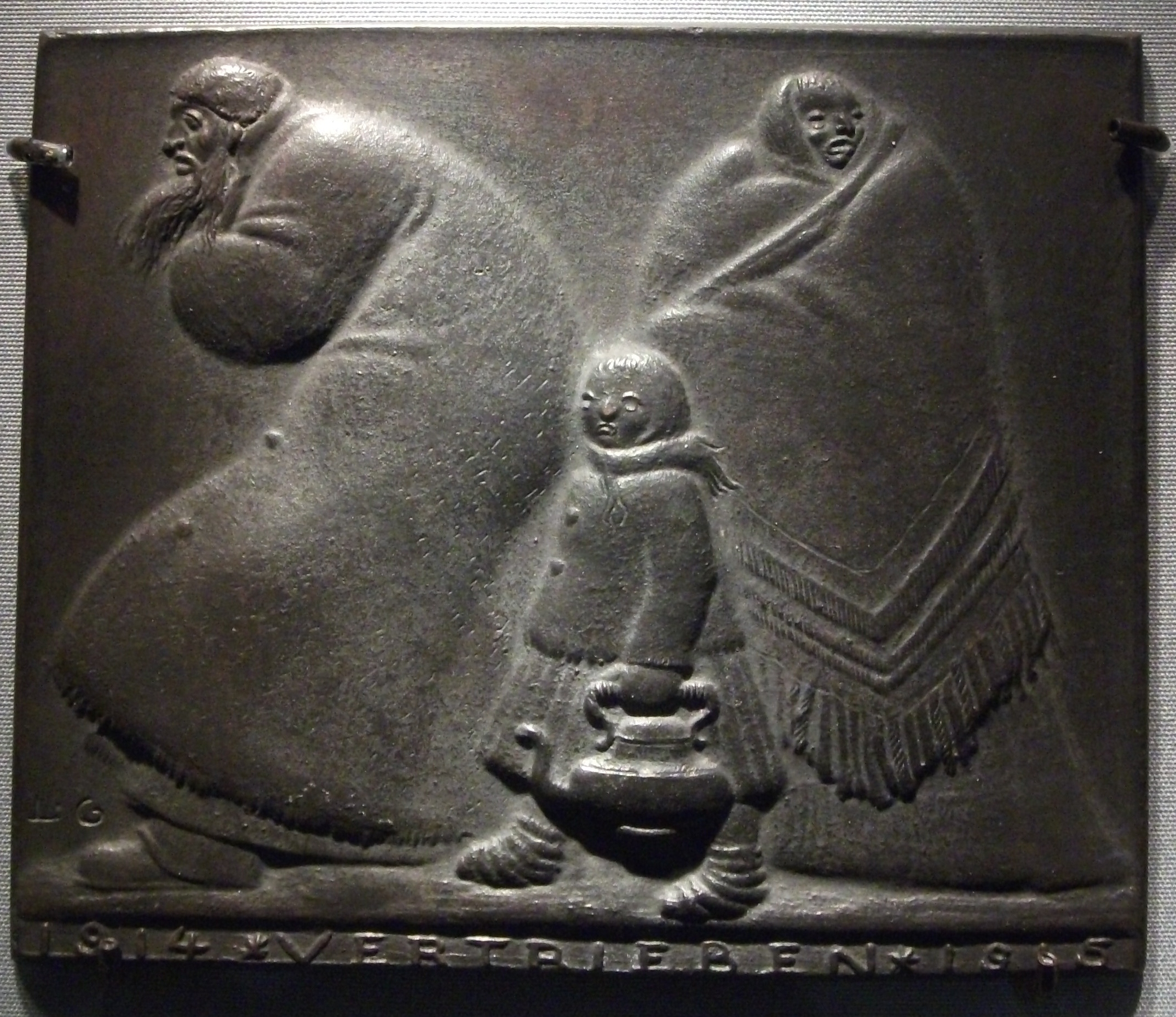
Ludwig Gies, plaqueta de ferro fundido, 8 x 9,8 cm, inscrito "1914· VERTRIEBEN·1915" = "Refugiados 1914–1915"
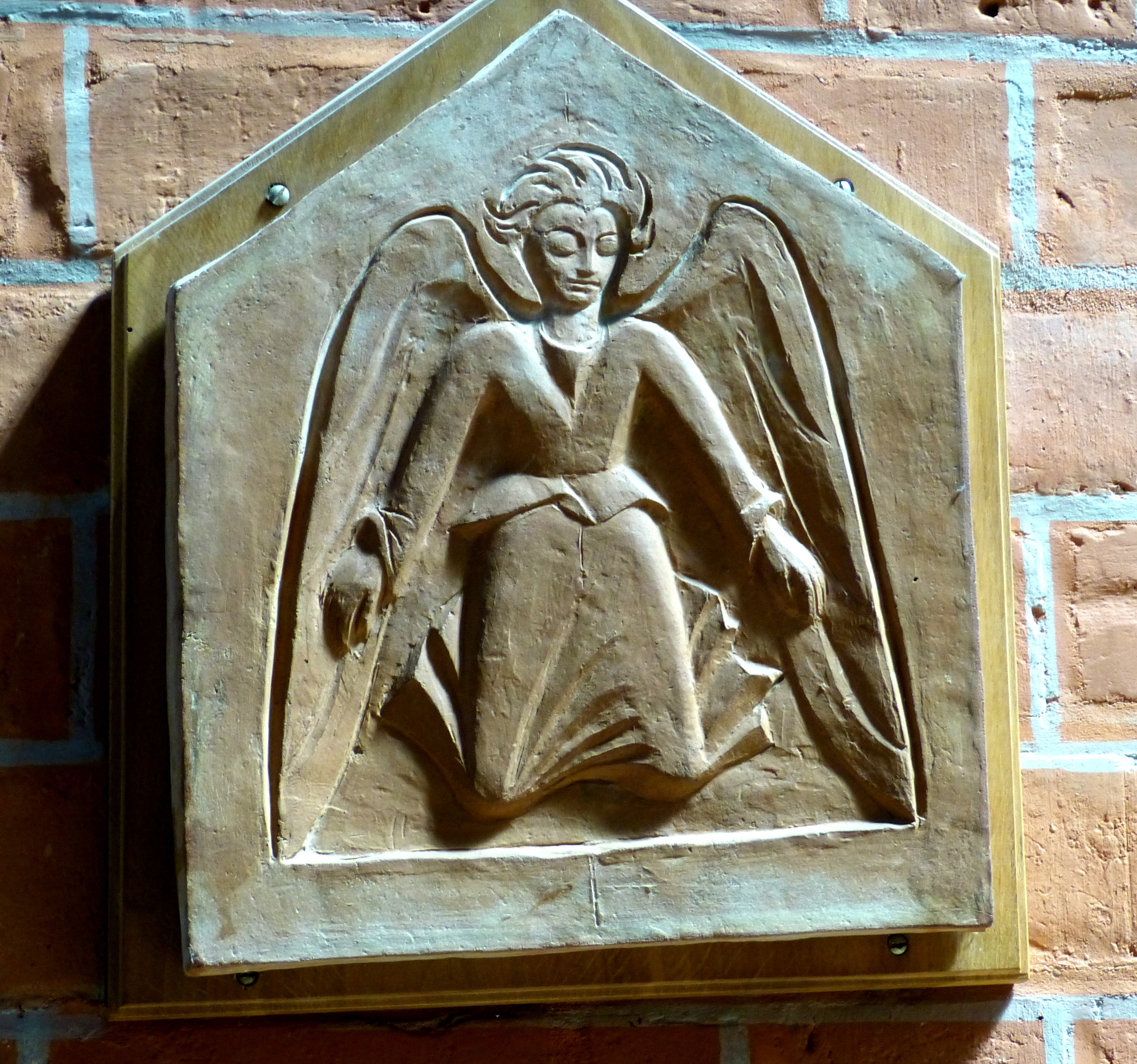
Ernst Barlach, Anjo da Esperança, 1933, Igreja paroquial de Santa Maria em Güstrow
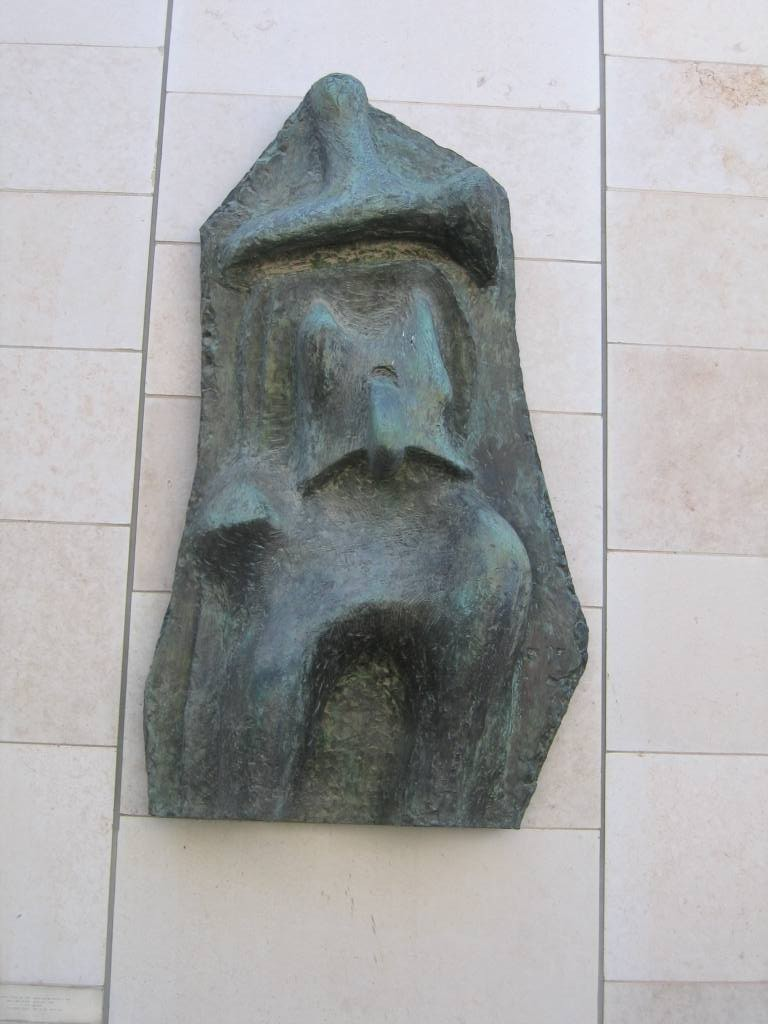
Henry Moore, Relief No. 1, 1959, Bronze, no Museu de Israel, Jerusalém
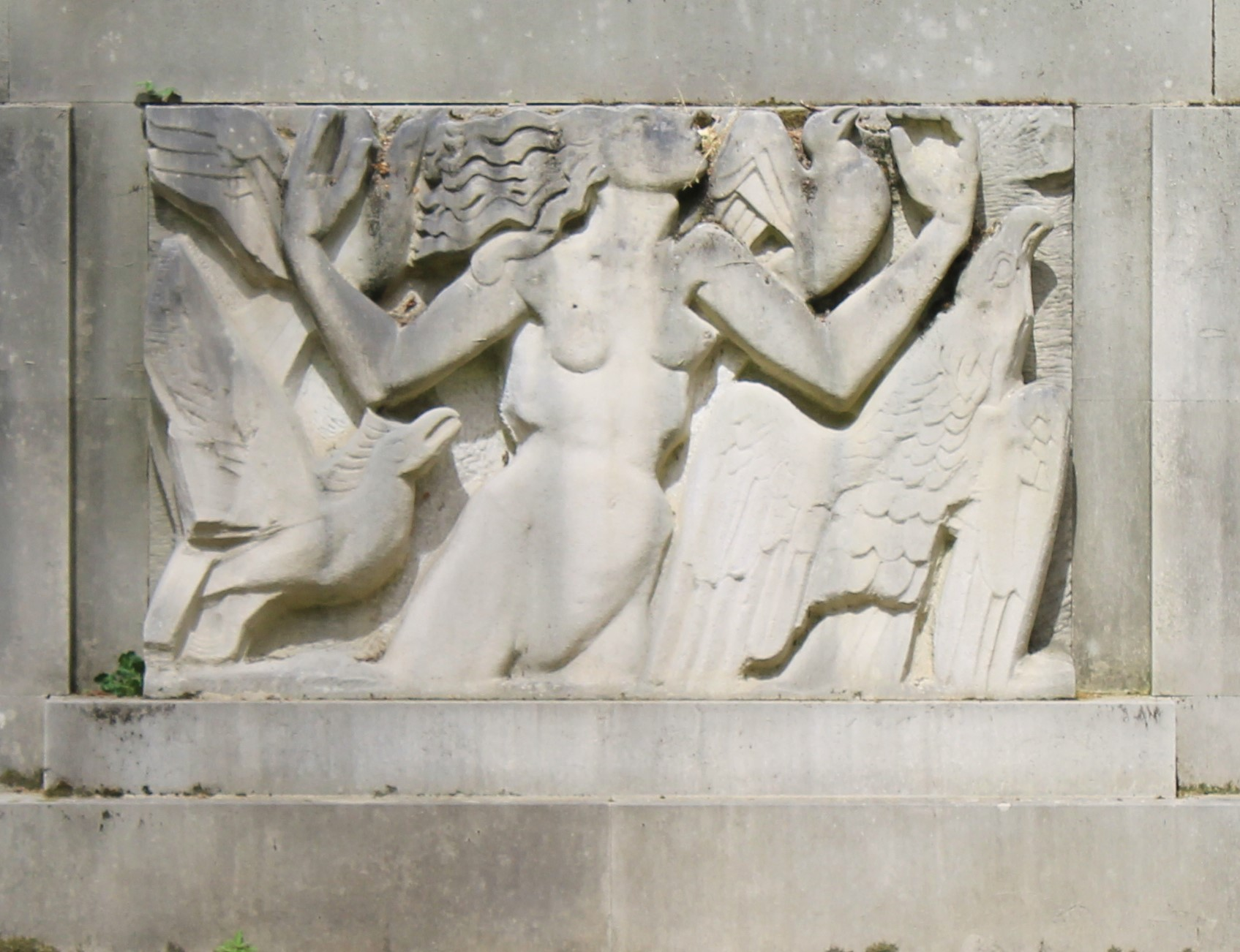
William Henry Hudson Memorial, Hyde Park, Londres, Jacob Epstein
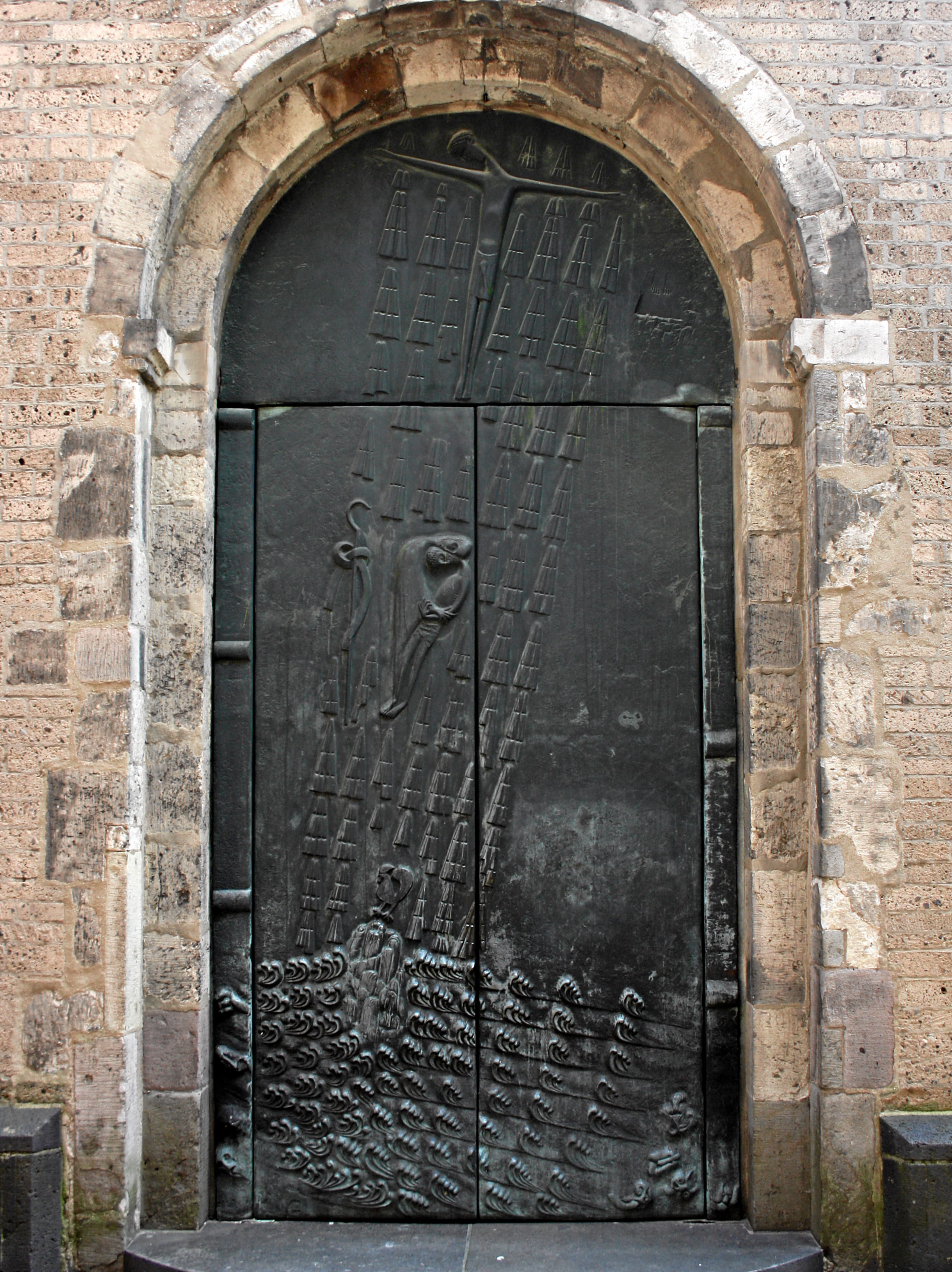
Ewald Matare, portal principal com porta de bronze, 1958–1960, St Lambertus, Düsseldorf
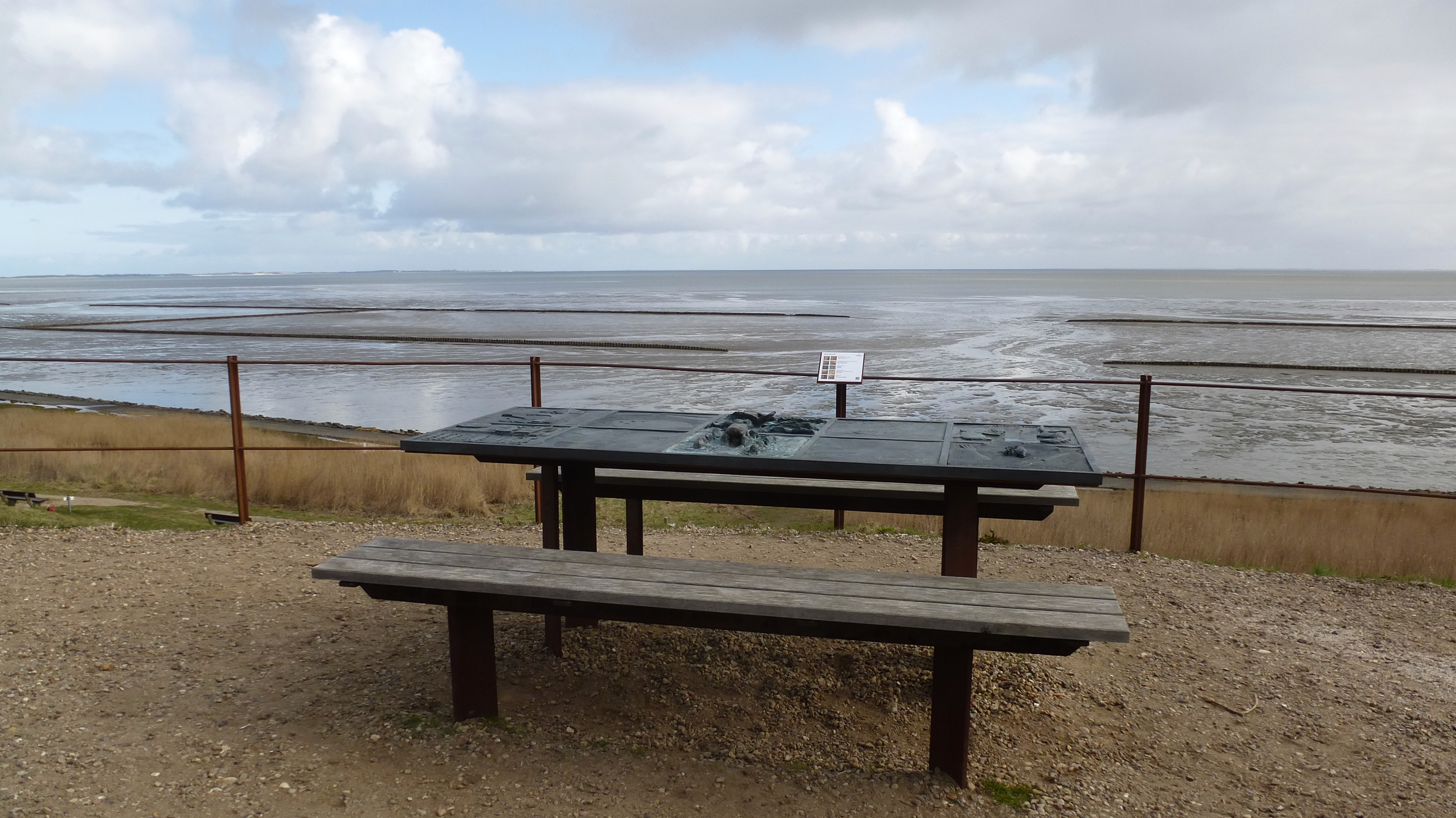
Mesa no Penhasco, Keitum, Sylt, 2019
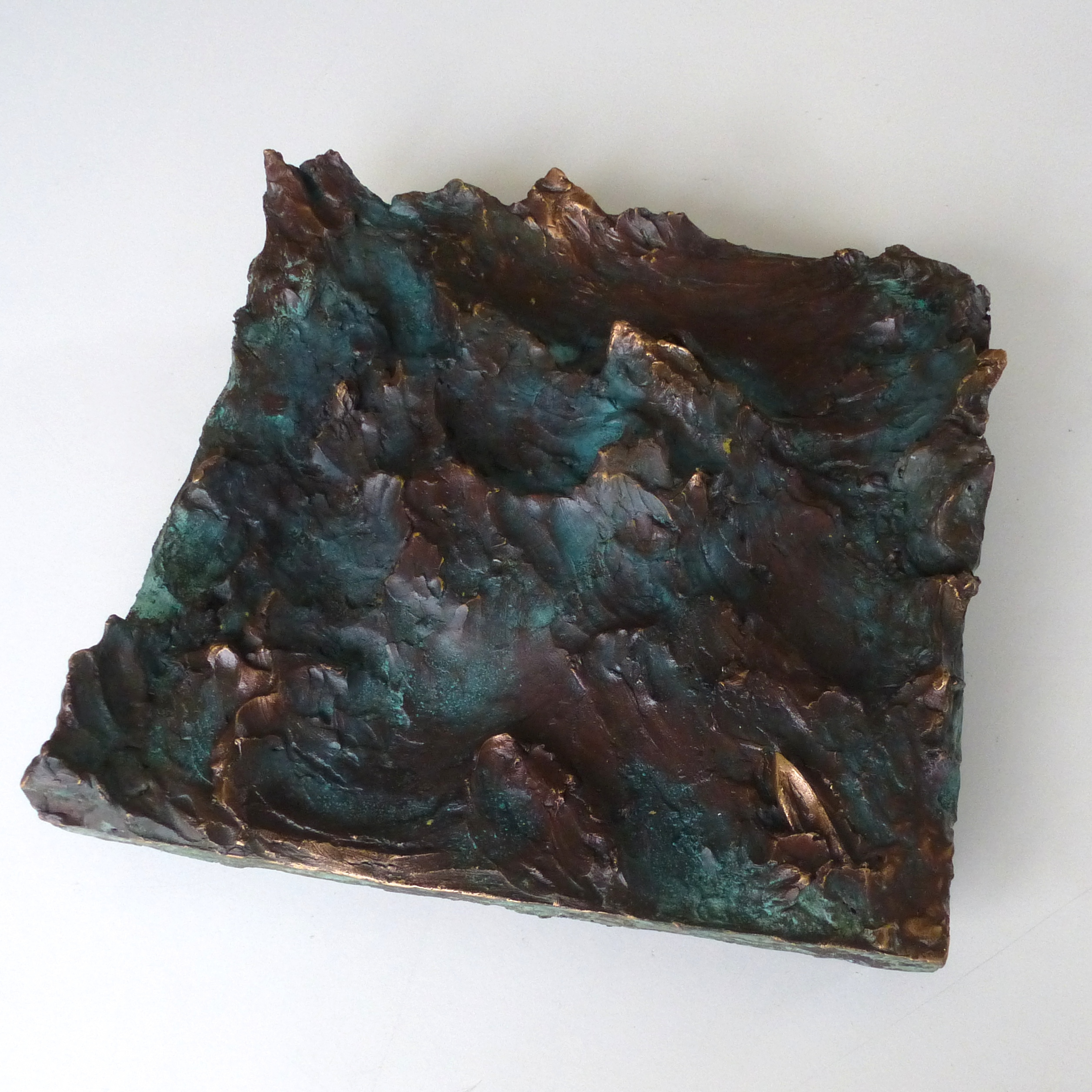
Barco em mar em movimento, relevo de bronze por Ingo Kühl, 2019

## Relevos notáveis
Exemplos notáveis de relevos monumentais incluem:
- Egito Antigo: A maioria dos templos egípcios, por exemplo, o Templo de Karnak
- Assíria: Uma famosa coleção está no Museu Britânico, Obelisco Negro de Shalmaneser III
- Antiga Pérsia: Persépolis e relevos rochosos em Naqsh-e Rustam e Naqsh-e Rajab
- Grécia Antiga: Os mármores do Partenon, Friso de Bassae, Grande Altar de Pérgamo, Trono Ludovisi
- Mesopotâmia: Porta de Ishtar da Babilônia
- Roma Antiga: Ara Pacis, Coluna de Trajano, Coluna de Marco Aurélio, arcos triunfais, sarcófago Portonaccio
- Europa medieval: Muitas catedrais e outras igrejas, como a Catedral de Chartres e a Catedral de Bourges
- Índia: Sanchi, base da Capital do Leão de Asoka, as Cavernas de Elefanta e Ellora cortadas na rocha, templos Khajuraho, Mahabalipuram com a Descida do Ganges, e muitos templos do sul da Índia, grupo Unakoti de esculturas (baixo-relevo) em Kailashahar, Distrito de Unakoti, Tripura, Índia
- Sudeste Asiático: Borobodur em Java, Angkor Wat no Camboja
- Glifos, estelas maias e outros relevos das civilizações maia e asteca
- Estados Unidos: Stone Mountain, Robert Gould Shaw Memorial, Boston, Mount Rushmore National Memorial
- Reino Unido: Painéis de base da Coluna de Nelson, Friso do Parnaso

Relevos de menor escala:
- Marfim: Marfim Nimrud de grande parte do Oriente Próximo, dípticos consulares da Antiguidade Tardia, o tríptico bizantino de Harbaville e o caixão de Veroli, o caixão anglo-saxão dos francos, a cruz de claustros.
- Prata: Taça de Warren, Caldeirão de Gundestrup, Tesouro de Mildenhall, Tesouro de Berthouville, Missório de Teodósio I, Jarro e Bacia de Lomellini.
- Ouro: Chapéu de Ouro de Berlim, Caixão Bimaran, Tesouro Panagyurishte
- Vidro: Vaso Portland, Taça Licurgo